# Löwe
Der Löwe (Panthera leo) ist neben dem Tiger eine der beiden größten Arten aus der Familie der Katzen. Er ist heute nur noch in Teilen Afrikas südlich der Sahara sowie im indischen Bundesstaat Gujarat beheimatet; in Afrika ist er das größte Landraubtier. Charakteristisches Merkmal erwachsener Männchen ist eine Mähne. Löwen leben im Unterschied zu anderen Katzen in Rudeln. Eine veraltete, poetische Bezeichnung ist Leu.

## Merkmale

### Körperbau und Fellfarbe

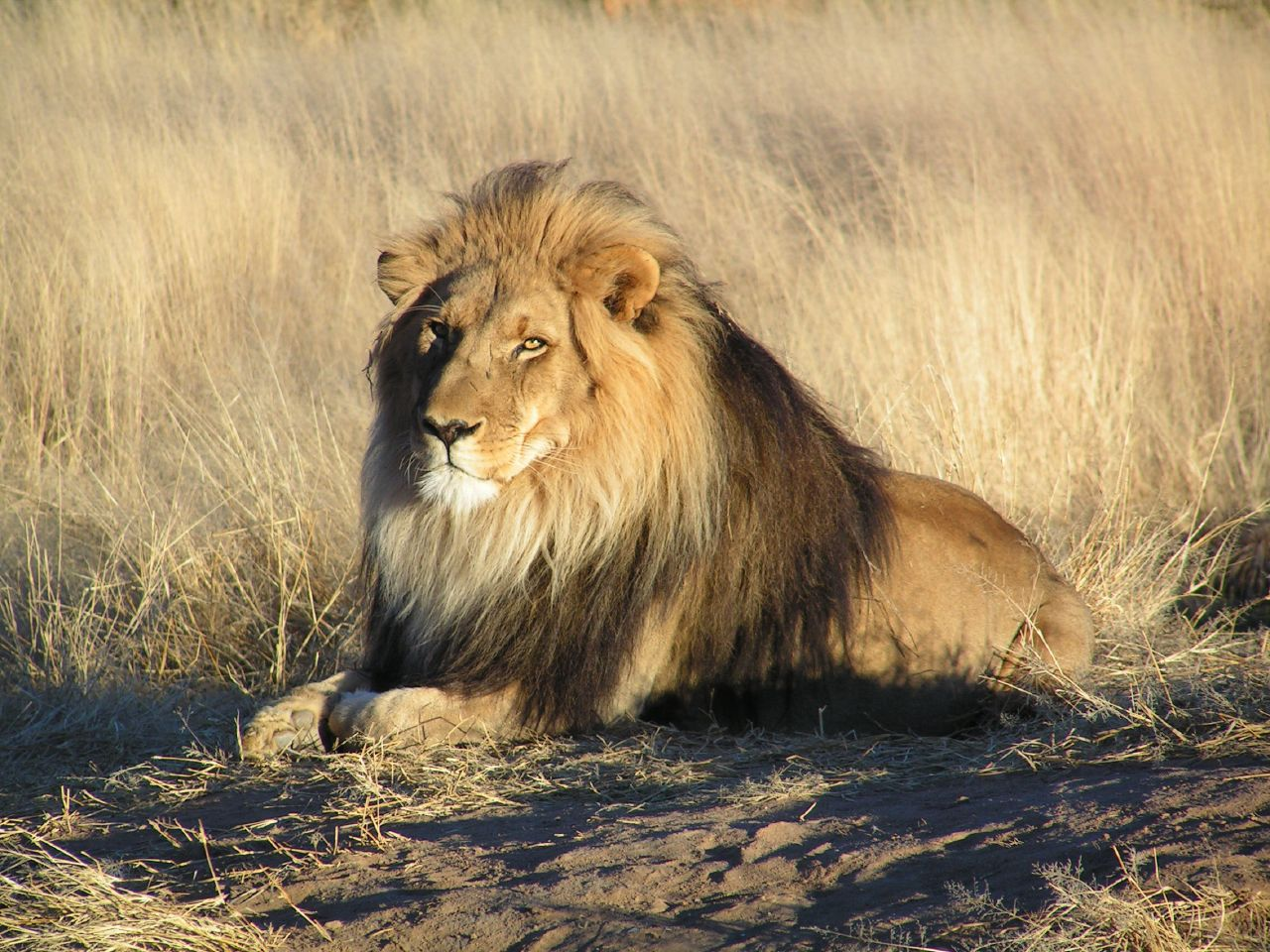
Männlicher Löwe in Okonjima, Namibia

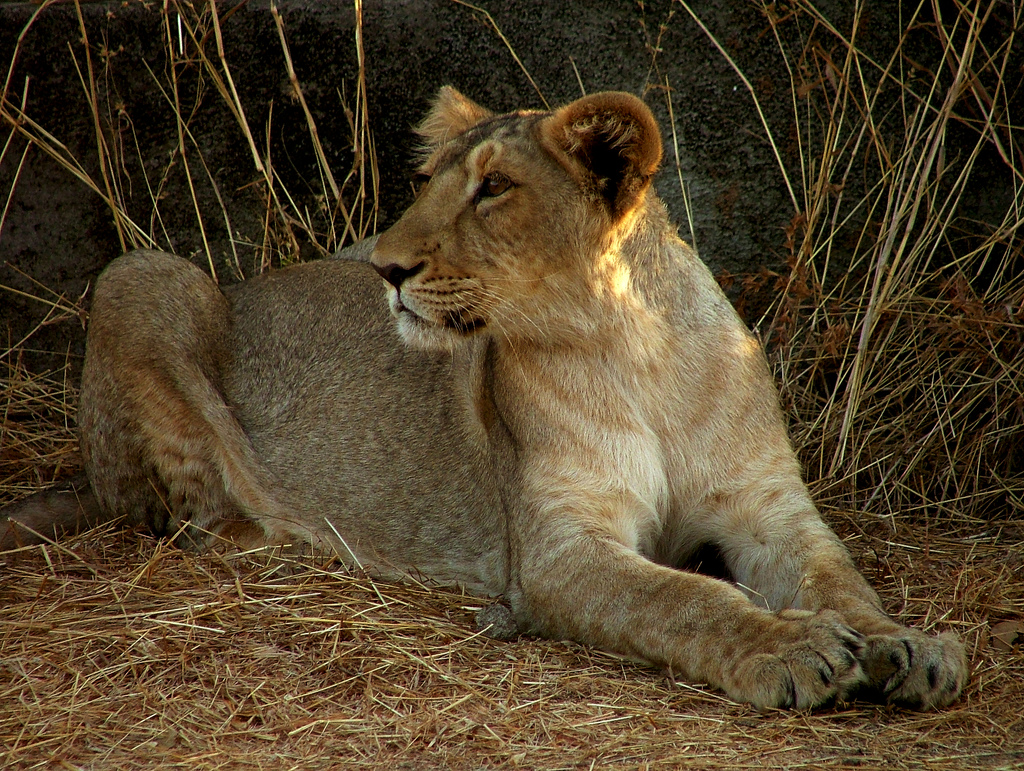
Weibchen des Asiatischen Löwen

Löwen weisen unter anderem hinsichtlich ihrer Körpergröße einen deutlichen Sexualdimorphismus auf: Männchen sind durchschnittlich größer und schwerer (siehe Tabelle). Die größten Löwen leben heute im südlichen Afrika, die kleinsten in Asien. Die größten Löwenformen des Pleistozän, zum Beispiel der Amerikanische Löwe und der Höhlenlöwe, waren deutlich größer, werden heute aber meist zu eigenständigen Arten gerechnet.
| Merkmal                                                             | Männchen                                          | Weibchen                                         | Quelle                                          |
| ------------------------------------------------------------------- | ------------------------------------------------- | ------------------------------------------------ | ----------------------------------------------- |
| Kopf-Rumpf-Länge                                                    |                                                   |                                                  |                                                 |
| 184–208 cm                                                          | 160–184 cm                                        | West & Packer 2013                               |                                                 |
| 170–190 cm                                                          | 140–175 cm                                        | Leyhausen 1987                                   |                                                 |
| Südafrika: Durchschnitt: 190 cm, Maximum: 206 cm                    | Südafrika: Durchschnitt: 169 cm, Maximum: 193 cm  | James Stevenson-Hamilton                         |                                                 |
| Asien: Durchschnitt: 186 cm                                         | Asien: Durchschnitt: 165 cm                       | Yadvendradev V Jhala 2019                        |                                                 |
| Schwanzlänge                                                        |                                                   |                                                  |                                                 |
| 82,5–93,5 cm                                                        | 72–89,5 cm                                        | West & Packer 2013                               |                                                 |
| Asien: 81–94 cm                                                     | Asien: 64–88 cm                                   | Yadvendradev V Jhala 2019                        |                                                 |
| 70–105 cm                                                           | 70–105 cm                                         | Leyhausen 1987                                   |                                                 |
| Schädellänge                                                        | 33–38 cm                                          | ca. 30 cm                                        | Tomašových und J. Gullár 2022                   |
| Schulterhöhe                                                        |                                                   |                                                  |                                                 |
| Südafrika: Durchschnitt: 101 cm, Maximum: 110 cm (Ausnahme: 116 cm) | Südafrika: Durchschnitt: 87 cm, Maximum: 100 cm   | James Stevenson-Hamilton Sam Ferreira            |                                                 |
| Asien: Durchschnitt: 101 cm, Maximum: 110 cm                        | Asien: Durchschnitt: 94.5 cm, Maximum: 103 cm     | Yadvendradev V Jhala 2019                        |                                                 |
| 80–110 cm                                                           | 80–110 cm                                         | Leyhausen 1987                                   |                                                 |
| Gewicht                                                             | 150–225 kg (Durchschnitt: 190 kg, Rekord: 272 kg) | 122–192 kg (Durchschnitt: 126 kg)                | San Diego Zoo Global Library 2020               |
| Gewicht                                                             | 150–250 kg                                        | 120–180 kg                                       | Leyhausen 1987                                  |
| Gewicht                                                             | Südafrika: Durchschnitt: 200 kg, Maximum: 251 kg  | Südafrika: Durchschnitt: 143 kg, Maximum: 152 kg | Dewalt Keet A.Roberts Nowell & Jackson 1996     |
| Gewicht                                                             | Asien: Durchschnitt: 160 kg Maximum: 190 kg       | Asien: Durchschnitt: 116,5 kg, Maximum: 138 kg   | Nowell & Jackson 1996 Yadvendradev V Jhala 2019 |

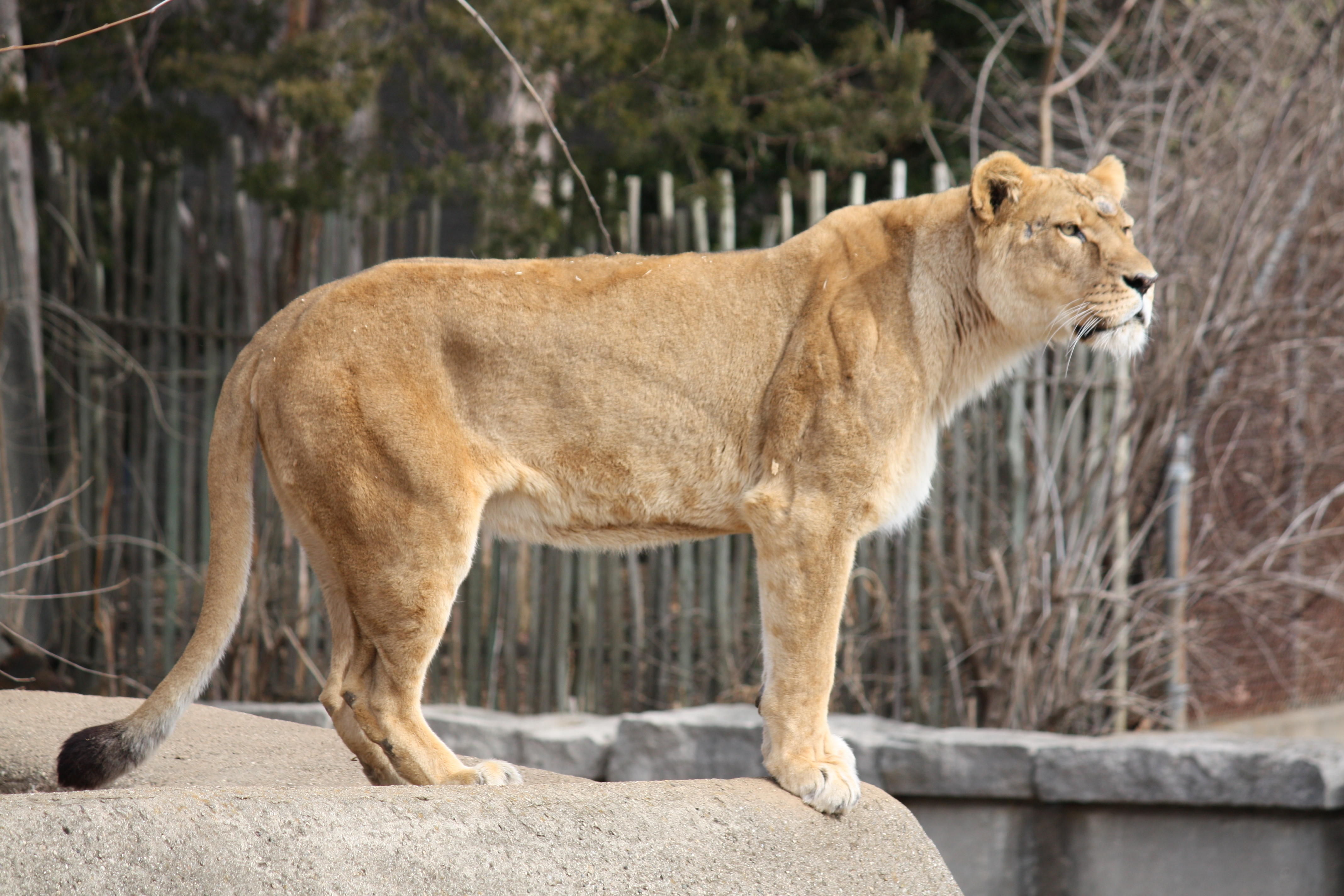
Löwen sind die einzige Katzenart mit einer Schwanzquaste, charakteristisches Merkmal sowohl von Männchen als auch Weibchen. Löwin im Louisville Zoo, Kentucky

Löwen haben ein kurzes, sandfarben oder gelblich bis dunkelocker oder lohfarben (hell rotbraun) gefärbtes Fell. Die Unterseite und die Beininnenseiten sind heller beziehungsweise weiß. Auffällig ist die schwarze Schwanzquaste, die häufig einen als Hornstachel bezeichneten keratinösen Sporn umgibt. Junge Löwen haben dunkle Flecken, die während des ersten Lebensjahres verblassen. Selten bleiben diese Flecken auch bei erwachsenen Löwen sichtbar, aber stets undeutlich und nur aus der Nähe erkennbar.

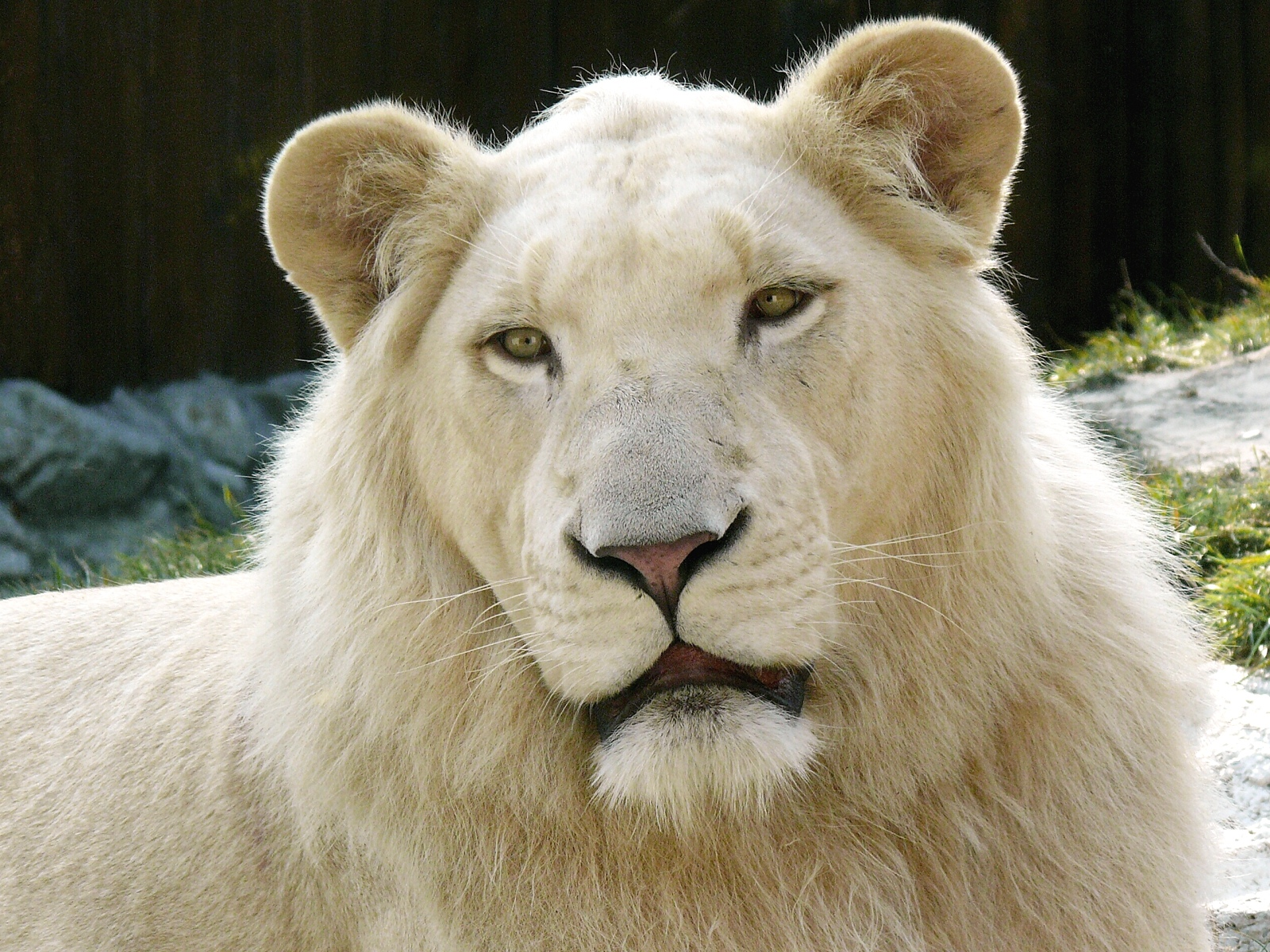
Weiße Löwen verdanken ihre Färbung einer Farbmutation. Zoologischer Garten Bratislava, Slowakei

Wie bei Tigern gibt es bei Löwen gelegentlichen Leuzismus: Löwen mit nahezu weißem Fell. Diese Tiere sind keine Albinos, was äußerlich daran erkennbar ist, dass sie keine roten Augen haben; im Gegensatz zu Albinos bilden leuzistische Tiere das Pigment Melanin. Bei Leuzismus wird die weiße Fellfarbe über ein rezessives Gen vererbt. Weiße Löwen treten heute nur in der südafrikanischen (in ihrem taxonomischen Status umstrittenen; siehe unten) Unterart Transvaal-Löwe (Panthera leo krugeri) auf. Seit 1995 (Stand: 2015) wurden keine adulten weißen Löwen in freier Natur beobachtet, obwohl gelegentlich weiße Jungtiere geboren wurden. Dies hängt jedoch offenbar nicht damit zusammen, dass weiße Löwen einen geringeren Jagderfolg hätten, weil sie für potenzielle Beutetiere leichter zu entdecken wären: Ausgewilderte weiße Löwen hatten unter naturnahen Bedingungen in umzäunten Freilandgebieten keinen signifikant geringeren Jagderfolg als normale lohfarbene (tawny) Löwen. Der Jagderfolg weißer Löwen basiert offenbar darauf, dass Löwen häufig nachts jagen und tagsüber bei der Jagd Deckung bietende Vegetation nutzen. Die Autoren dieser Untersuchung schließen aus den Ergebnissen, dass die Überlebensbedingungen weißer Löwen von Natur aus nicht schlechter sind als die normal gefärbter und dass heute deswegen keine erwachsenen weißen Löwen mehr in freier Natur beobachtet werden, weil diese von Trophäenjägern ausgerottet werden. Eine weitere, allerdings selten auftretende Färbungsvariante sind schwärzliche, melanistische Löwen.

### Mähne

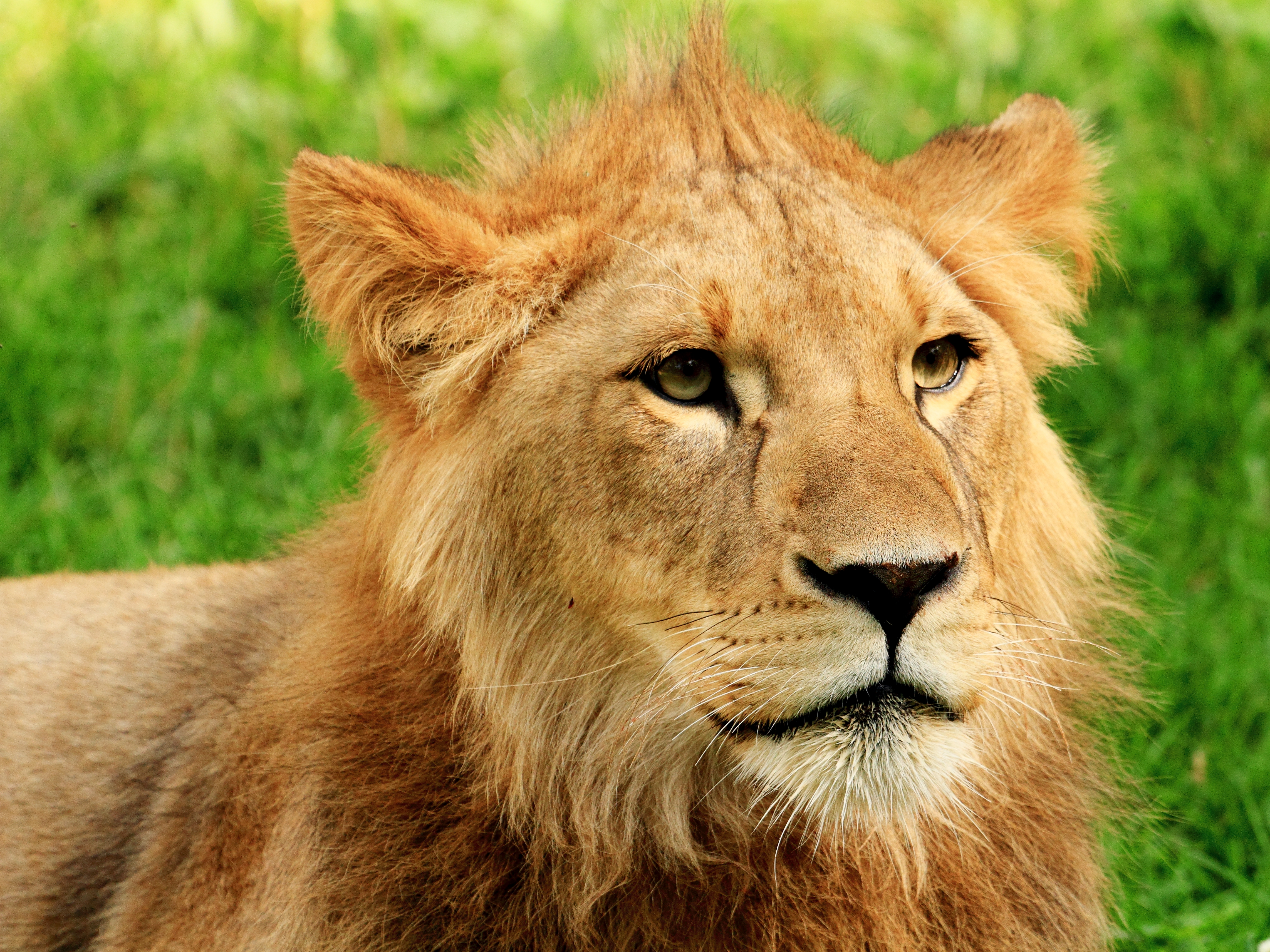
Dieses subadulte (vor seinem Erwachsenendasein stehende) Männchen trägt als Zeichen einer sich entwickelnden Mähne längeres Fell an Kopfseiten und Brust sowie eine „Irokesenmähne“ (Mohawk mane) an Hinterkopf und Nacken. Tierpark Hellabrunn, München

Adulte Männchen haben eine lange Mähne, die oft dunkelbraun ist, aber auch schwarz, hellbraun oder rotbraun sein kann. Diese Mähne breitet sich von Kopf und Hals bis über Brust und Schultern aus, seltener über den Bauch. Form und Farbe der Mähne variieren nicht nur zwischen Individuen, sondern auch beim selben Individuum im Laufe des Lebens in Abhängigkeit von der körperlichen Verfassung.

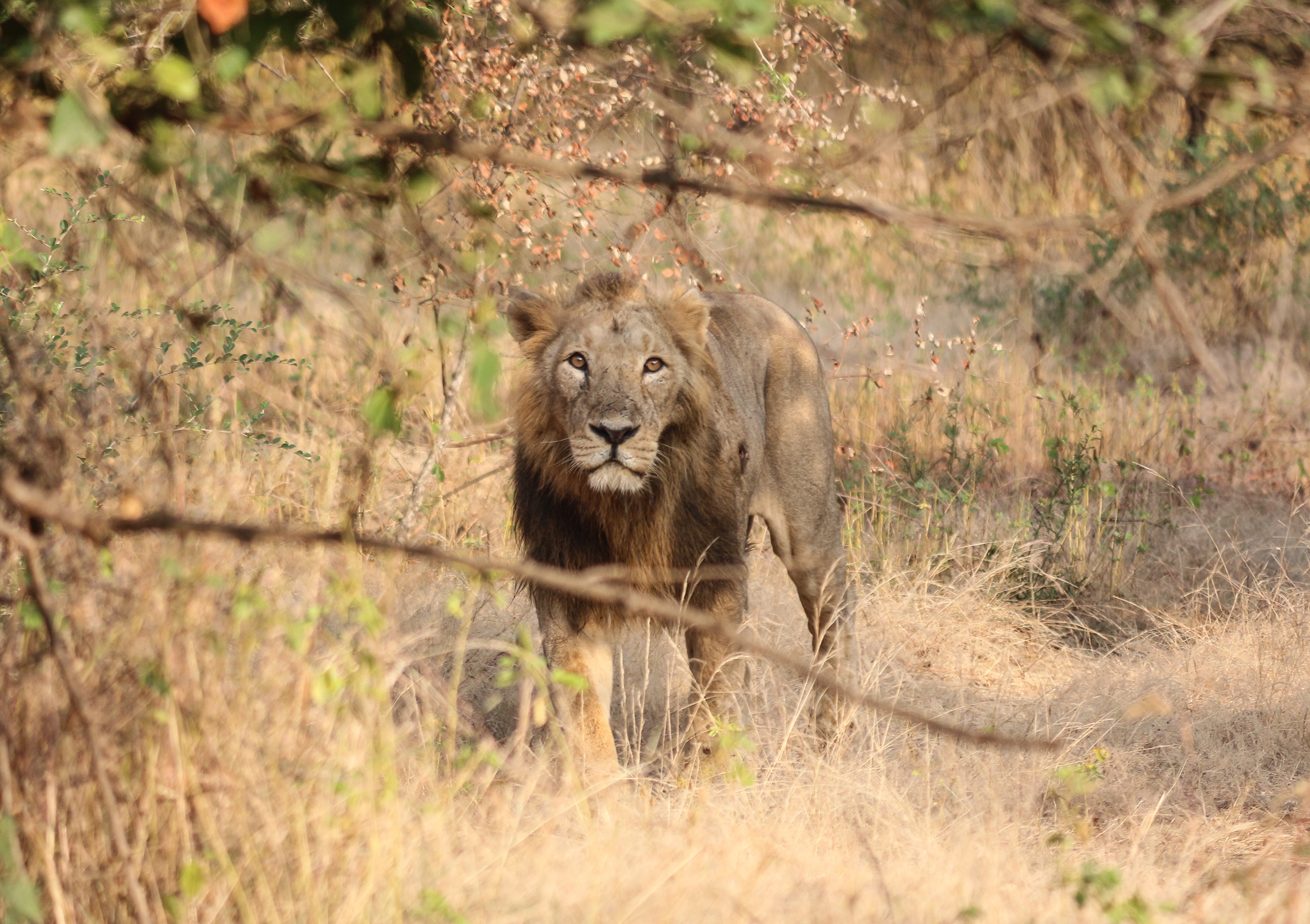
Die Mähnen asiatischer Löwen sind weniger ausgeprägt als die afrikanischer Löwen. Männchen im indischen Gir-Nationalpark

Besonders lange und dunkle Mähnen sind ein Zeichen guter Verfassung und Kampfeskraft, da Hormonstatus und Ernährungszustand Auswirkungen auf Dichte und Länge der Mähne haben. Experimentelle Untersuchungen mit ausgestopften Löwenmännchen haben gezeigt, dass Weibchen positiv auf Modelle mit längeren und dunklen Mähnen reagieren, während Männchen Modelle mit ausgeprägten Mähnen eher meiden. Praktischen Nutzen könnte die Mähne als Schutz gegen Prankenhiebe und Bisse bei Kämpfen rivalisierender Männchen haben. Deshalb haben Männchen durch eine Mähne einen Selektionsvorteil, nicht aber Weibchen, die nicht auf Kämpfe spezialisiert sind. Bei der Jagd ist eine Mähne, anders als bei Kämpfen, nicht von Vorteil. Andererseits haben Forschungen gezeigt, dass auch die Temperatur einen wichtigen Einfluss auf die Größe der Mähne hat und Löwenmännchen in kälteren Gebieten auch unabhängig von ihrer Unterart stärkere Mähnen ausbilden als solche, die in sehr warmen Gebieten leben. So bilden Löwenmännchen in Zoos kühler Regionen meist stärkere Mähnen aus als ihre Artgenossen in wärmeren Gefilden. Bei asiatischen Löwen ist die Mähne weniger deutlich ausgeprägt als bei ihren afrikanischen Artgenossen.
Bereits bei zwölf Monate alten Männchen sind Anzeichen einer sich entwickelnden Mähne erkennbar. Es dauert mehr als fünf Jahre, bis ein Löwenmännchen eine voll ausgebildete Mähne hat. In einigen Gebieten Afrikas, etwa im Tsavo-Nationalpark in Kenia, sind zahlreiche Männchen mähnenlos oder besitzen nur schwache Mähnen. Auch im Pendjari- und W-Nationalpark-Gebiet in Westafrika tragen nahezu alle Männchen keine oder wenig entwickelte Mähnen.
In seltenen Fällen kommt es auch vor, dass weibliche Löwen eine Mähne ausbilden. Im Okavangodelta in Botswana wurden mehrfach Löwinnen gesichtet, die wie männliche Tiere aussahen und sich auch so verhielten. Grund könnte entweder ein Gendefekt bei der Entwicklung des Embryos oder eventuell ein besonders hoher Testosteronspiegel beim Muttertier während der Trächtigkeit sein. Die prähistorischen Löwen der Spelaea-Gruppe (siehe unten) hatten vermutlich keine Mähnen.

## Verbreitungsgebiet und Lebensraum

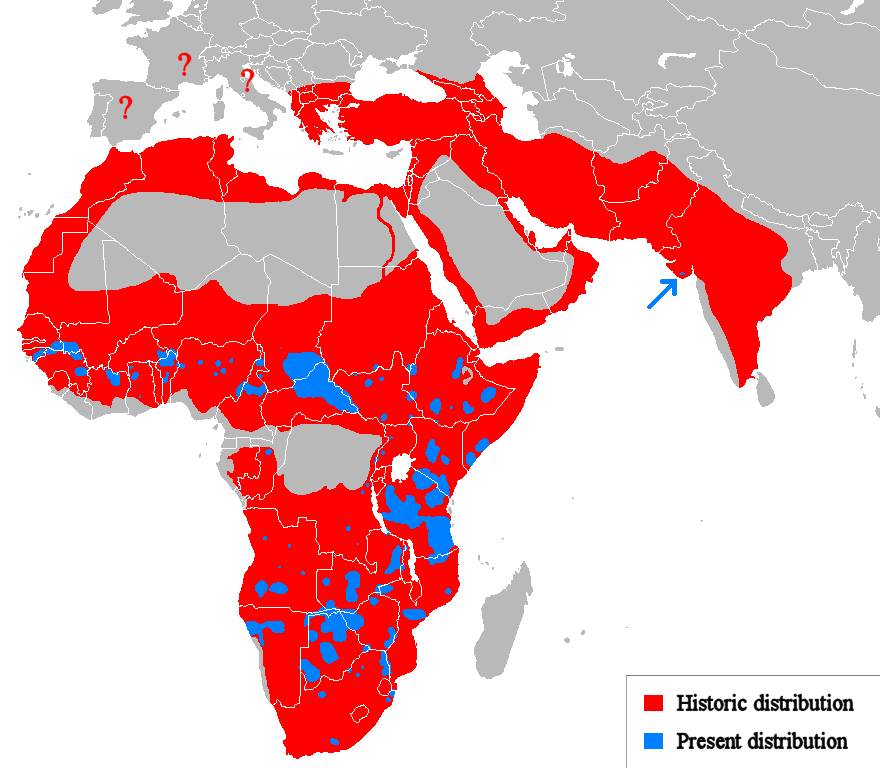
Verbreitungsgebiet des Löwen: historisch (rot) und heute (blau)

Während der letzten Vereisung hatten Löwen (die je nach systematischer Einordnung verschiedene Arten repräsentierten oder als Unterarten nur einer Art eingestuft werden) ein großes Verbreitungsgebiet. Es reichte in der letzten Kaltzeit von Peru bis Alaska, wo der Amerikanische Löwe vorkam, und  erstreckte sich über Sibirien und weite Teile Nordasiens und Europas, wo der Höhlenlöwe vorkam, bis Indien, Arabien und Afrika im Süden. Einen Großteil dieses Verbreitungsgebietes büßten die Löwen allerdings schon am Ende der Vereisungszeit ein.
Das geschichtliche Verbreitungsgebiet des rezenten Löwen umfasste nicht nur große Teile Afrikas, sondern auch das südöstliche Europa sowie Vorderasien und Indien. Eurasien wurde während des Letzteiszeitlichen Maximums vor etwa 21.000 Jahren von Afrika aus besiedelt. Nordafrika war zu dieser Zeit etwas kühler als heute und extrem trocken; Südeuropa war großenteils von halbwüstenartiger Steppe bedeckt, in feuchteren Regionen gab es eingestreute Baumgruppen.
Ob von der Iberischen Halbinsel bis Italien Löwen lebten, ist unklar. Fossilfunde aus dem frühen Holozän im Norden Spaniens lassen sich nicht eindeutig dem Löwen zuordnen, es könnte sich auch um Überreste des Höhlenlöwen gehandelt haben. Ein eisenzeitlicher Löwenfund aus dem Süden Spaniens könnte auf Tiere zurückzuführen sein, die von Römern für Zirkusspiele eingeführt wurden. Umstritten ist auch, ob in Italien gefundene, etwa 7000 bis 9000 Jahre alte Zähne vom Löwen oder vom Höhlenlöwen stammen.

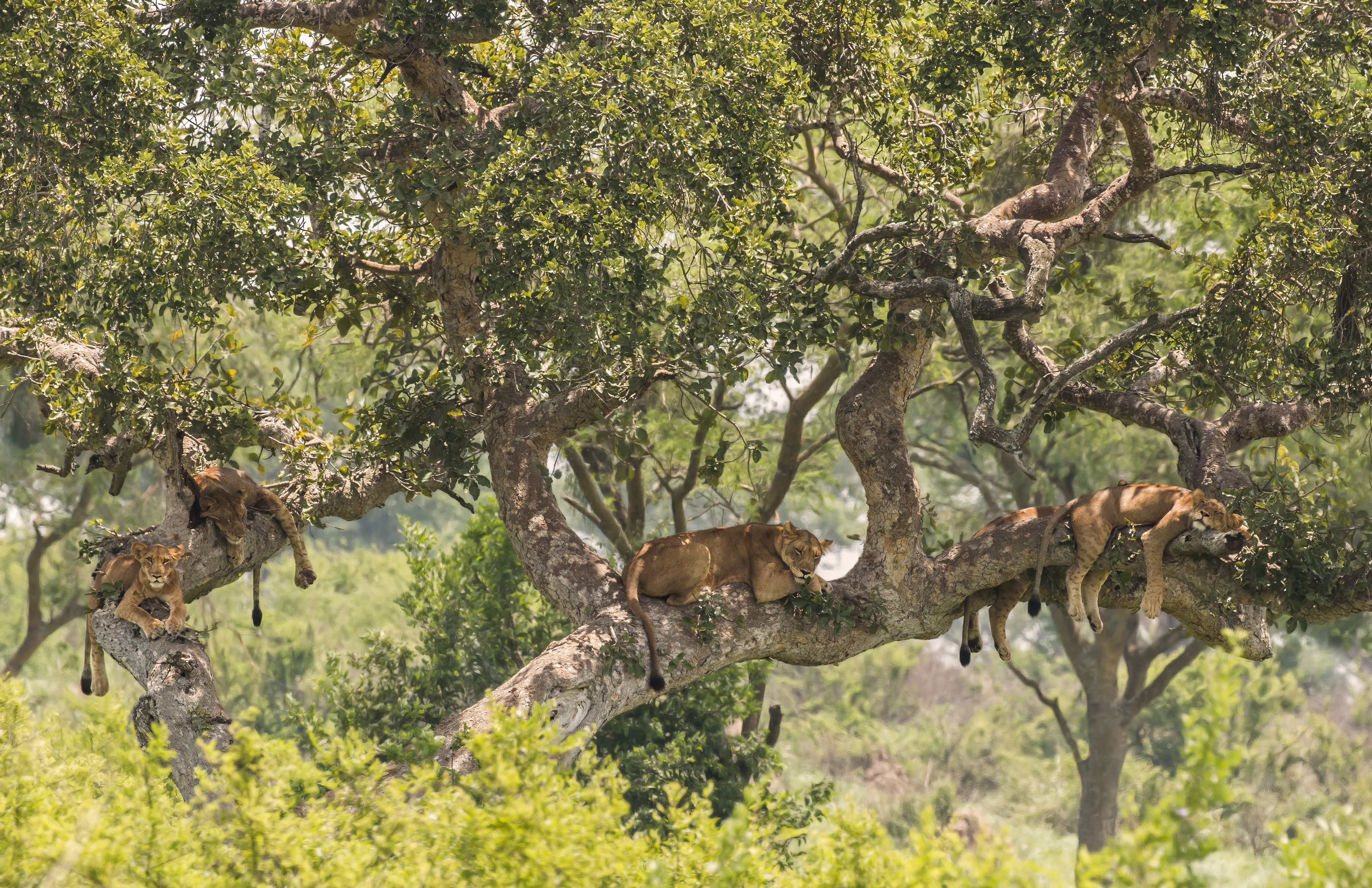
Ruheplätze in Bäumen bieten Löwen Schutz vor möglichen Angreifern, ein kühleres Mikroklima und Aussichtspunkte. Junge Löwen im Queen Elizabeth National Park, Uganda

In Europa stammen die meisten fossilen Nachweise des Löwen aus Griechenland, Bulgarien, Ungarn und der Ukraine. Der älteste, allerdings nicht zweifelsfrei gesicherte fossile Hinweis auf einen Löwen in Europa betrifft die späte Jungsteinzeit Bulgariens, etwa 6000 Jahre v. Chr. Auch ein griechischer Fund wird auf die späte Jungsteinzeit datiert („Late Neolithic II“, etwa 5000 v. Chr.). Die größtenteils zu Ungarn gehörende Pannonische Tiefebene besiedelten Löwen ebenfalls etwa 5000 v. Chr., als das Klima dort (nach einem Temperaturoptimum 5700 v. Chr.) kühler und trockener wurde, die Tiefebene jedoch eine vielfältige Fauna großer Pflanzenfresser beherbergte. Fossilien des Löwen in der Ukraine wurden auf 6400 bis 2000 BP datiert (umgerechnet: 4450 v. Chr. bis 50 v. Chr.). Die meisten ukrainischen Fundorte liegen an der Schwarzmeerküste im Raum Odessa; der nördlichste Fundort liegt im Großraum Kiew bei 50 Grad nördlicher Breite. In Ungarn erreichte die nördliche Verbreitung des Löwen Breitenlagen bis 48 Grad.
Die jüngsten griechischen Fossilien werden in die Periode der Archaik (800 bis 500 v. Chr.) datiert. Dass auf dem Balkan noch in der Antike Löwen lebten, berichten auch zeitgenössische Gelehrte wie Herodot, Aristoteles, Plutarch und Xenophon. Der Löwe starb in Griechenland im Zeitraum vom 4. vorchristlichen bis zum 1. nachchristlichen Jahrhundert aus. In der Ukraine geben schriftliche und bildliche Überlieferungen aus dem Mittelalter Hinweise auf ein dortiges Löwenvorkommen noch im 12. Jahrhundert. Im Nahen Osten und im Südkaukasus überlebte der Löwe bis ins 12. oder 13. Jahrhundert. In Nordafrika wurden die letzten Löwen in der ersten Hälfte des 20. Jahrhunderts ausgerottet; die letzten nordafrikanischen Nachweise stammen aus dem Tschad (1940) und aus Marokko (1942). Heute ist die Verbreitung weitestgehend auf das Afrika südlich der Sahara beschränkt. Auch die asiatischen Löwenpopulationen wurden im 20. Jahrhundert nahezu vollständig vernichtet. Im Iran wurden die letzten Löwen 1957 beobachtet. Ein kleiner, in neuer Zeit zunehmender Restbestand hat sich in Indien unter anderem im Gir-Nationalpark in Gujarat gehalten.
Löwen sind anpassungsfähig und kommen in einer Vielzahl von Habitaten vor. Der bevorzugte Lebensraum des Löwen ist die Savanne, doch besiedelt er auch Trockenwälder und Halbwüsten. Niemals findet man ihn in dichten, feuchten Wäldern und in extrem trockenen Wüsten. Deshalb fehlt die Art in den zentralafrikanischen Regenwäldern und im Innern der Sahara. In Nordafrika besiedelten Löwen auch winterkaltes Bergland; im Gebirge kommen sie in Höhen von mehr als 4000 Metern vor.
- Bedrohte Löwenpopulationen

## Bestand und Gefährdung
Wie bei fast allen Großtieren Afrikas geht die Hauptgefährdung der Löwen durch den Menschen von Lebensraumzerstörungen und direkten Nachstellungen aus. Nach Einschätzung der IUCN ist der weltweite Löwenbestand von 1993 bis 2014 um 43 Prozent zurückgegangen. In stichprobenartig ausgewählten Subpopulationen nahmen die Bestände in vier südafrikanischen Ländern (Botswana, Namibia, Südafrika, Zimbabwe) sowie in Indien in dieser Zeit um durchschnittlich zwölf Prozent zu, in den weitaus meisten Ländern des heutigen Verbreitungsgebiets, und zwar in solchen mit hoher Bevölkerungsdichte, jedoch um 60 Prozent ab; in zwölf afrikanischen Ländern ist der Löwe in neuerer Zeit (recently) ausgestorben, in sieben weiteren, vorwiegend westafrikanischen Ländern möglicherweise ausgestorben. Der Bestandsrückgang setzte sich in späteren Jahren fort, ein mögliches Ende des Rückgangs ist nicht absehbar; für den Zeitraum von 2018 bis 2023 schätzte die IUCN ihn auf acht Prozent. Am stärksten vom Rückgang betroffen sind west- und zentralafrikanische Löwen. Der größte Anteil afrikanischer Löwen lebt in Südafrika (47,6 Prozent) und Ostafrika (46,5 Prozent; Zentralafrika: 4,8 Prozent; Westafrika: 1,1 Prozent).
Hauptursachen für den Rückgang sind Lebensraumzerstörungen und die damit einhergehende Fragmentierung von Populationen sowie direkte Verfolgung, unter anderem durch Viehhalter, die giftkontaminierte Kadaver auslegen. Darüber hinaus ließ Wilderei für den zunehmend kommerzialisierten Handel mit „Buschfleisch“ die Populationen von Beutetieren der Löwen in weiten Teilen der Savannen Afrikas kollabieren, womit Löwen die Nahrungsbasis verloren ging. Um Huftiere zu wildern, werden Schlingen ausgelegt, in denen sich auch Löwen und andere Großraubtiere fangen; die Anzahl der in Schlingen gefangenen Löwen nimmt offenbar zu. Weitere wachsende Bedrohungen für Löwen sind die Gewinnung von Körperteilen für die traditionelle Medizin in Afrika und Asien sowie kriegerische Konflikte. Hinzu kommt eine teilweise unzureichend reglementierte Trophäenjagd. Ein weiteres Problem sind Krankheiten wie Staupe, die in extremen Klimaperioden aufgrund von Co-Infektionen mit einzelligen Babesien für erhebliche Teile eines Löwenbestands tödlich verlaufen kann, sowie Rinder-Tuberkulose, für die insbesondere kleine, isolierte und deshalb zur Inzucht neigende Löwenpopulationen anfällig sind.
Das derzeit vom Löwen besiedelte Gebiet macht etwa 7,4 Prozent seines historischen Verbreitungsgebiets aus. Von 2002 bis 2023 verkleinerte sich das verbliebene Verbreitungsgebiet um 36 Prozent. Die IUCN schätzte die Anzahl subadulter und erwachsener Löwen für 2023 auf 23.000 – ein allerdings mit erheblichen Unsicherheiten behafteter Wert. Der Löwe wird von der IUCN insgesamt in die Gefährdungskategorie Vulnerable (gefährdet) eingestuft; die Population des Löwen in Westafrika, der einer anderen Unterart als die südostafrikanischen Löwen angehört, gilt als vom Aussterben bedroht (Critically Endangered). Der auf den Gir-Nationalpark und angrenzende Gebiete in Indien beschränkte Bestand asiatischer Löwen (dieselbe Unterart wie der westafrikanische Löwe) wurde 2020 auf 670 subadulte und erwachsene Tiere geschätzt. In einigen Schutzgebieten Afrikas haben intensive Schutzbemühungen die Löwenbestände stabilisiert, im Süden Afrikas vor allem in umzäunten Gebieten offenbar auch mit positiven Bestandsentwicklungen; gebietsweise wurde die Art wiedereingebürgert. In anderen Gebieten gingen die Bestände zurück oder sind erloschen.

## Lebensweise

### Sozialverhalten

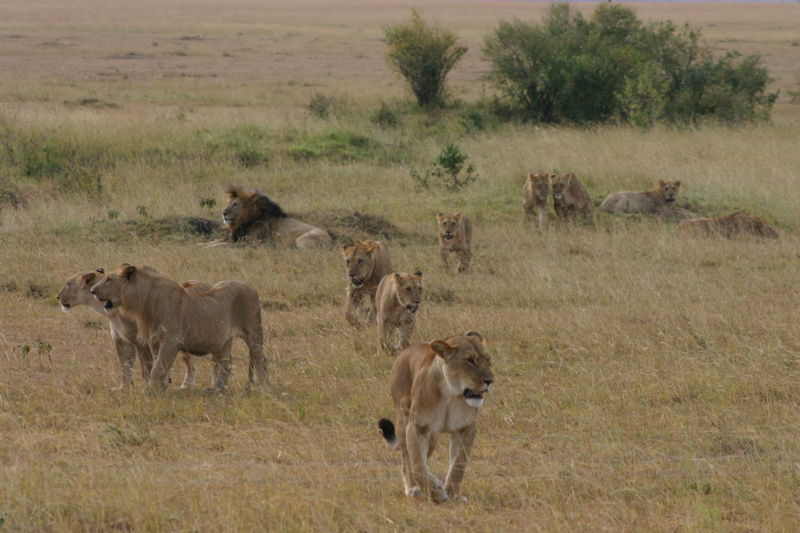
Ein Löwenrudel im Masai Mara National Reserve in Kenia

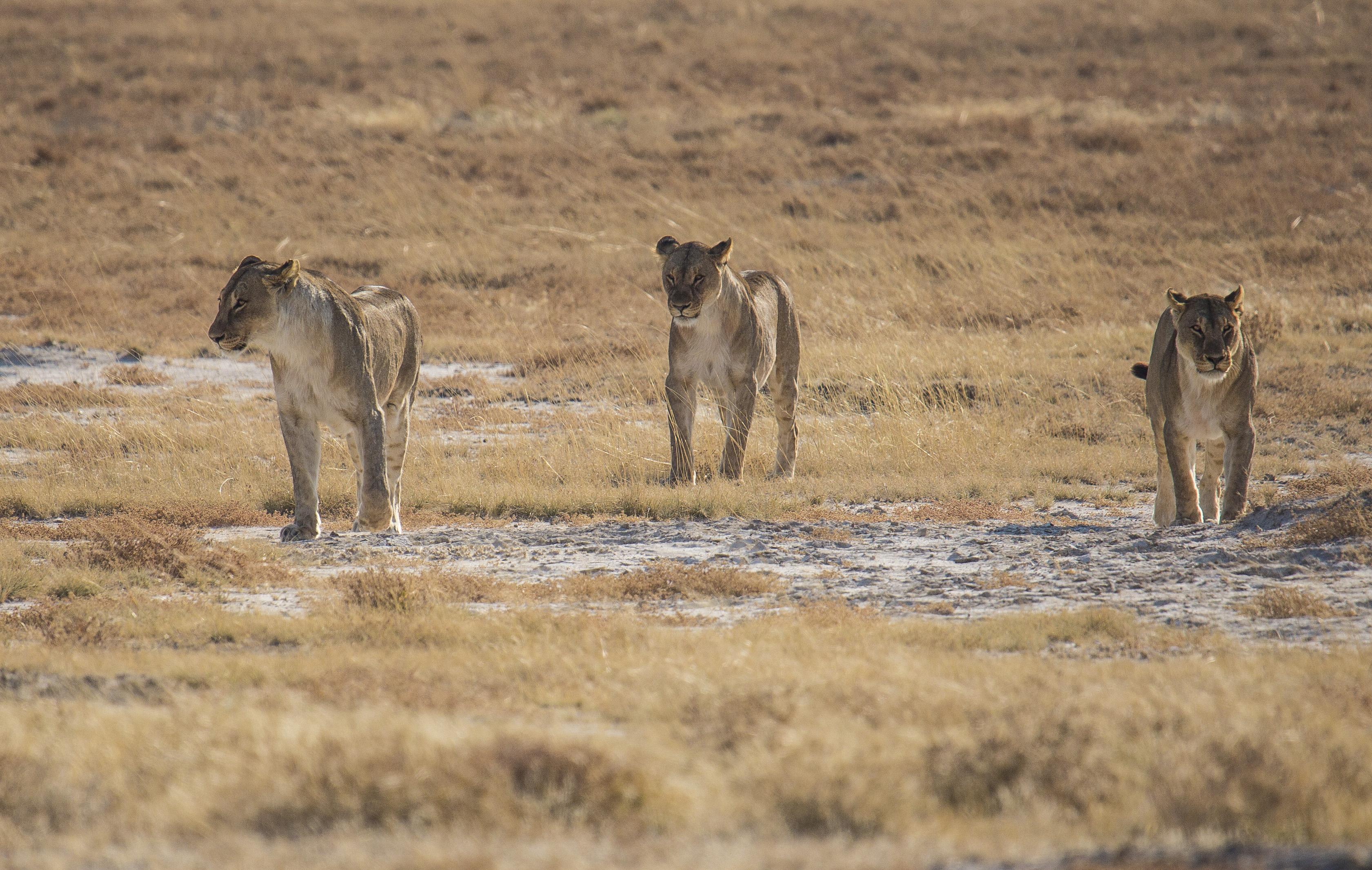
Junge Löwinnen im Etosha-Nationalpark

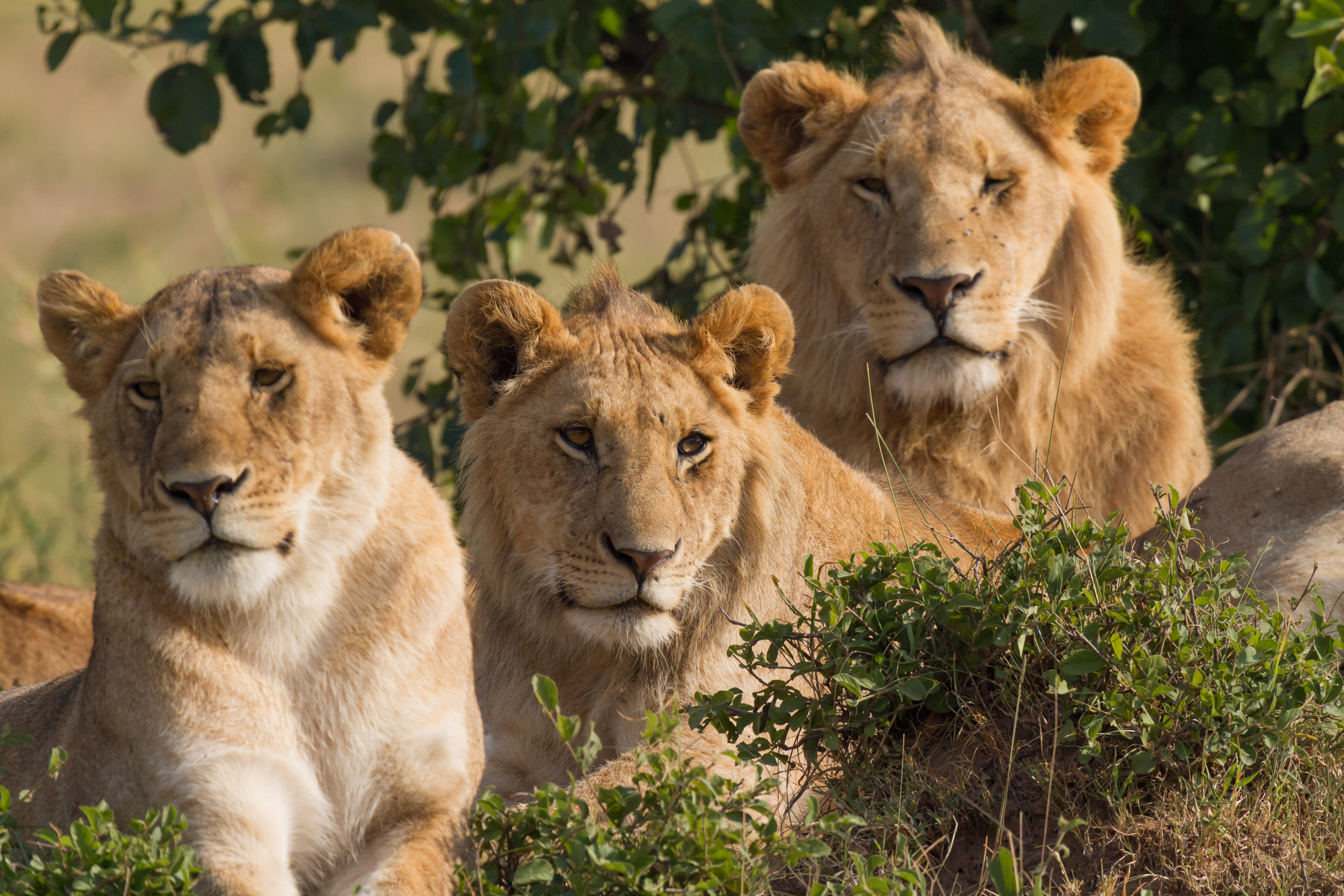
Subadulte Löwen, ein Weibchen (links) und zwei Männchen, im Masai Mara Schutzgebiet in Kenia

Im Gegensatz zu anderen, eher einzelgängerischen Großkatzen leben Löwen im Rudel. Ein solches Rudel besteht zumeist aus drei bis zehn, ausnahmsweise bis zu 21 untereinander verwandten Weibchen und deren Nachkommen, die von einer sogenannten „Koalition“ aus einigen erwachsenen Männchen gegen rudelfremde Männchen verteidigt werden. Für gewöhnlich gibt es in einem Rudel drei oder vier erwachsene Männchen, ausnahmsweise bis zu neun, selten nur eines. Diese Männchen sind in der Regel (aber nicht immer) miteinander verwandt, sie stehen in der Rangordnung über den Weibchen.
Die Größe von Streifgebieten, die sich entweder mit Gebieten anderer Rudel überlappen oder gegen andere Rudel verteidigt werden – im letzteren Fall sind es Territorien, auch Reviere genannt – variiert in Abhängigkeit von der Rudelgröße und der Häufigkeit von Beutetieren. Sie umfasst zumeist etwa 100 bis 200 Quadratkilometer, kann jedoch auch bis zu viereinhalbtausend Quadratkilometer betragen. Reviergrenzen werden mit Kot, Urin und Kratzspuren markiert, auch das weithin hörbare Gebrüll demonstriert den Anspruch der Revierinhaber.
Die jungen Männchen bleiben etwa zwei bis drei Jahre im Rudel, bis sie ihre Geschlechtsreife erreicht haben; danach werden sie vertrieben. Sie streifen dann mitunter über Jahre umher und schließen sich meist mit anderen nomadisierenden Männchen zusammen. Diese Bindung zwischen miteinander verwandten oder auch fremden Löwen kann dabei sehr stark werden. Die Nomaden legen in dieser Zeit sehr große Strecken zurück, respektieren keine Reviergrenzen, gründen aber auch keine eigenen Reviere. Um ein eigenes Rudel zu erobern, müssen sie die alten Revierbesitzer vertreiben oder im Kampf besiegen. Solche Kämpfe sind in der Regel blutig, und nicht selten können sie tödlich enden. Geschlagene Rudelführer werden vertrieben und führen dann meist ein Leben als Einzelgänger. Oft sterben sie jedoch an den Folgen der Kampfverletzungen.
Nach der Eroberung eines Rudels durch neue Männchen kommt es häufig zum Infantizid, das heißt, die neuen Rudelführer töten die Jungen ihrer Vorgänger. Die ultimate Ursache dieses Verhaltens besteht entsprechend der Theorie des egoistischen Gens darin, dass die Weibchen als Folge des Infantizids nach kurzer Zeit wieder paarungsbereit sind und die neuen Männchen eigenen Nachwuchs zeugen und so ihre Gene verbreiten können. Die führenden Männchen des Rudels können sich meist nur für wenige Jahre gegen Konkurrenten durchsetzen, bis sie von jüngeren, stärkeren Artgenossen vertrieben oder getötet werden. Im Durchschnitt wechseln die dominanten Männchen eines Rudels alle zwei bis drei Jahre. Im Gegensatz zu den Männchen verbringen die Weibchen in der Regel ihr gesamtes Leben in dem Rudel, in dem sie geboren wurden.
Löwen sind weniger reinlich als beispielsweise Hauskatzen; in der Regel wird nur der Nasenrücken gereinigt. Gegenseitige Fellpflege gibt es bei groben Verschmutzungen wie zum Beispiel durch Blut der Beutetiere.

### Ernährung

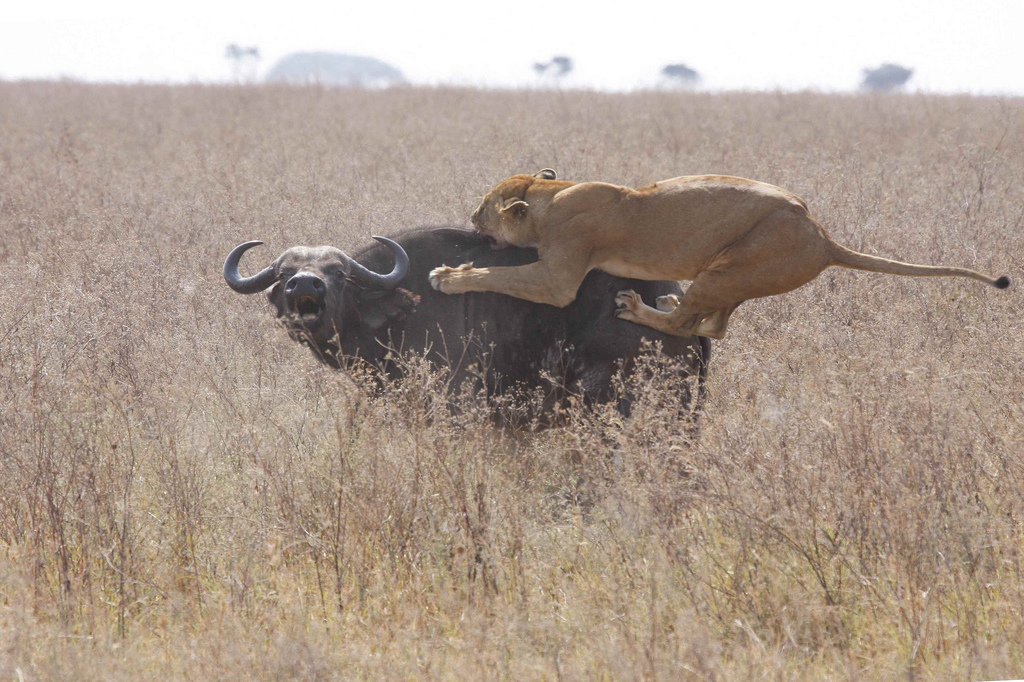
Löwin im Kampf mit einem Kaffernbüffel in der Serengeti. Löwen springen große Huftiere von hinten an, um sie zu Fall zu bringen

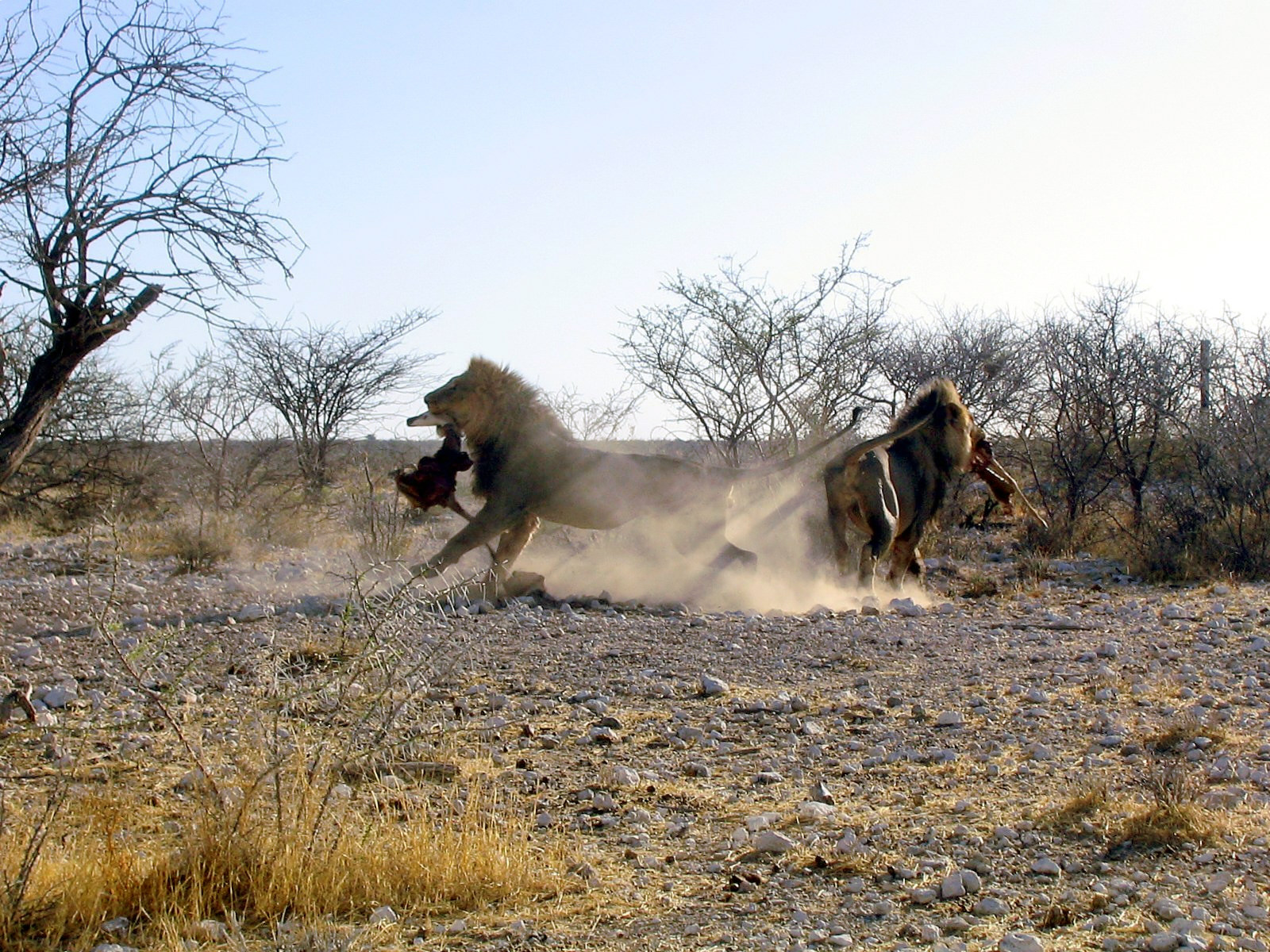
Zwei Männchen beim Kampf um die Beute, Etosha-Nationalpark

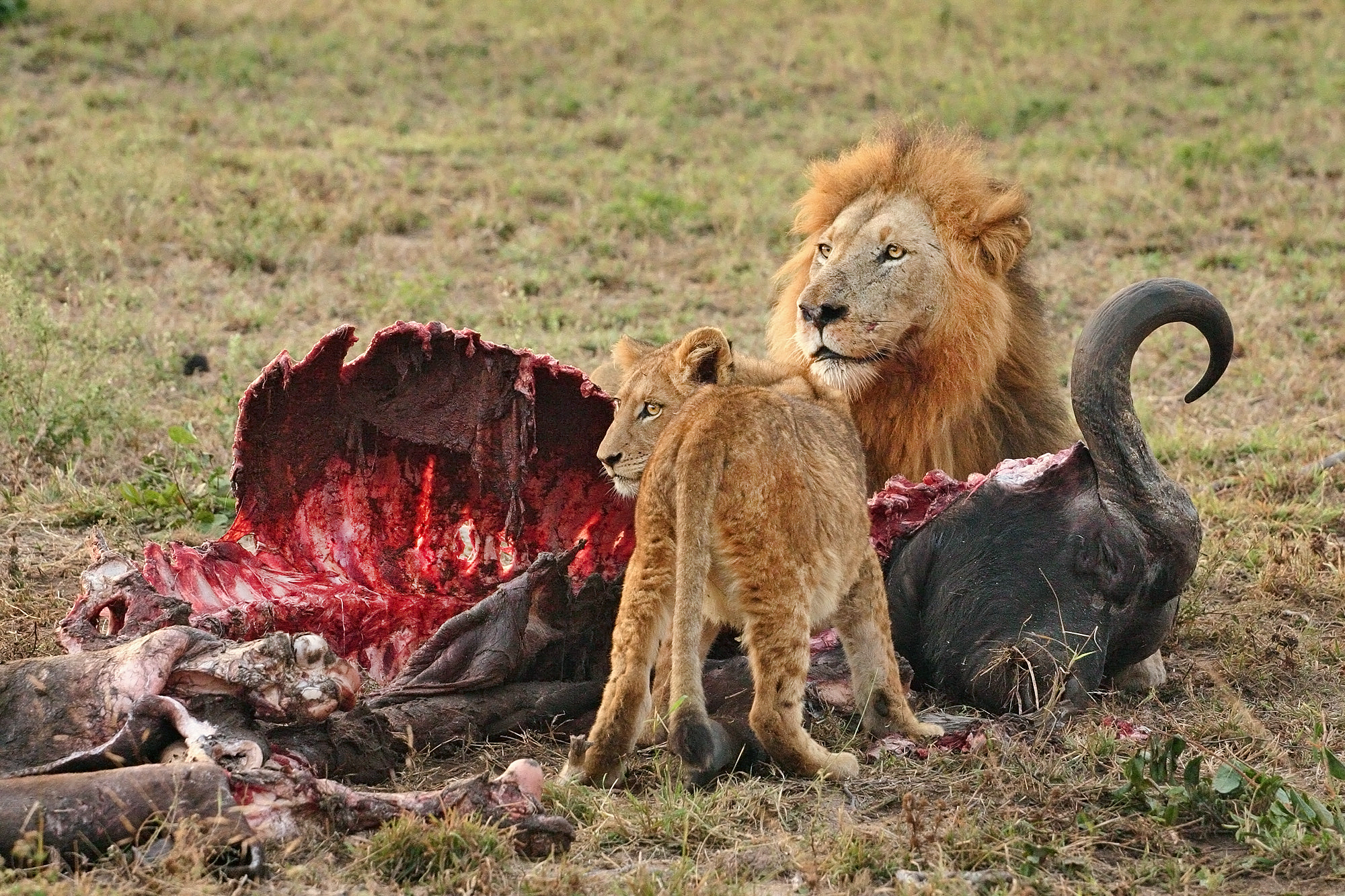
Männchen und Jungtier an einem Kaffernbüffel im südafrikanischen Kruger-Nationalpark

Löwen jagen meist bei Dunkelheit oder in den kühlen Morgenstunden. Sie sind opportunistische Jäger, die zumeist diejenigen Tiere erbeuten, die gerade verfügbar sind. Zu den Beutetieren gehören vor allem mittelgroße und große Huftiere wie Antilopen, Gazellen, Gnus, Büffel, Zebras und Warzenschweine, auch domestizierte Huftiere wie Hausrinder und Esel, aber auch Raubtiere wie Hyänen und Schakale sowie kleinere Säugetiere wie Hasen und Nagetiere, außerdem Vögel wie Geier und Strauße und manchmal Reptilien wie Schildkröten und Krokodile sowie Fische und sogar Insekten. In manchen Gegenden spezialisieren sich Löwen auch auf eher untypische Beutetiere. So schlagen Löwen in großen Rudeln mit Gruppenstärken von etwa 30 Tieren am Savuti bisweilen halbwüchsige Elefanten und am Linyanti Flusspferde (beides im Chobe-Nationalpark, Botswana) oder auch Giraffen (meist Jungtiere). In Teilen dieses Nationalparks und im benachbarten Hwange-Nationalpark machen Elefanten etwa 20 Prozent der Löwennahrung aus, wobei vor allem Jungtiere und insbesondere Halbwüchsige im Alter von vier bis elf Jahren erlegt werden. In Namibia zählen bei den Wüstenlöwen auch Seebären zu den Beutetieren. Selbst große Rudel sind aber nicht in der Lage, ausgewachsene Nashörner zu erlegen.
Männliche Löwen sind erfolgreiche Jäger, nehmen jedoch nur an drei bis vier Prozent der Jagden teil; häufiger als Weibchen fressen sie Aas. Eine Studie im Kruger-Nationalpark ergab allerdings, dass selbst territoriale männliche Löwen, die ein Rudel besitzen, regelmäßige Jäger sind. Besonders in dicht bewachsenen und unübersichtlichen Lebensräumen scheinen rudelführende Männchen sich weniger von der Beute ihrer Weibchen zu ernähren als in offenen Lebensräumen. Nicht-territoriale Löwenmännchen, die noch kein Rudel erobern konnten, müssen sich ohnehin ihre Beute selbst beschaffen und regelmäßig jagen. Im Gegensatz zu den weiblichen Tieren, die im untersuchten Gebiet vor allem Zebras und Gnus bevorzugten, jagten die Löwenmännchen vor allem Kaffernbüffel. Junglöwen gehen im Alter von drei Monaten zum ersten Mal mit der Mutter zur Jagd. Erst im Alter von zwei Jahren haben sie die Jagdkunst so weit erlernt, dass sie nicht mehr von Alttieren abhängig sind.
Löwen sind keine ausdauernden Läufer und können ihre Höchstgeschwindigkeit von etwa 60 Kilometer pro Stunde nicht lange durchhalten. Viele der wesentlichen Beutetiere erreichen außerdem eine höhere Höchstgeschwindigkeit als Löwen. Auf Grund des Körperbaus kann ein Löwe jedoch schnell beschleunigen und ist daher auf kurzer Distanz in der Lage, beispielsweise ein Zebra einzuholen, das ihm aufgrund seiner Höchstgeschwindigkeit von 65 Kilometer pro Stunde auf längeren Strecken entkommen könnte. Löwen müssen sich deshalb im Normalfall bis auf wenige Dutzend Meter an die Beute heranpirschen. Sie schleichen sich geduckt oft über mehrere hundert Meter an die Beute heran, wobei jede Deckung ausgenutzt wird. Je näher sie der Beute kommen, desto mehr achten sie auf Deckung. Ist eine Distanz von zirka 30 Metern erreicht, wird die Beute in mehreren Sätzen angesprungen; jeder Sprung ist dabei etwa sechs Meter weit. Durch die Wucht des Aufpralls kann selbst ein Beutetier, das wie beispielsweise ein Zebra doppelt so schwer ist wie der jagende Löwe, aus dem Gleichgewicht gebracht werden. Kleinen Beutetieren wie etwa einer Thomsongazelle durchbeißen Löwen anschließend das Genick. Größere Beutetiere wie ein Gnu oder Zebra werden durch einen Kehlbiss getötet. Da die Eckzähne des Löwen zu kurz sind, um größere Blutgefäße zu erreichen, töten Löwen diese größeren Beutetiere, indem sie die Luftröhre einklemmen und so die Sauerstoffversorgung des Gehirns unterbrechen. Nach dem Jagderfolg kommt die Rangfolge im Rudel zum Tragen. Die adulten Männchen dürfen zuerst fressen, es folgen die ranghöchsten Weibchen, zuletzt die Jungen. Am Kadaver kommt es nicht selten zu Rangkämpfen, bei denen Rudelmitglieder verletzt werden.
Der Jagderfolg ist abhängig vom Geschick der jagenden Tiere, von der Tageszeit, den lokalen Gegebenheiten und der bejagten Tierart. In der Serengeti sind 14 Prozent aller Jagden auf Riedböcke und 32 Prozent aller Angriffe auf Gnus erfolgreich. Der Jagderfolg von Löwen ist damit dort deutlich geringer als der von Afrikanischen Wildhunden oder Geparden. Da Löwen in offenen Landschaften jagen, erhöht die gemeinsame Jagd die Chance, erfolgreich Beute zu schlagen. Nach einer Untersuchung in der Serengeti verdoppelt sich der Jagderfolg, wenn zwei Löwinnen gemeinsam jagen. Der Jagderfolg stieg in dieser Untersuchung jedoch nicht wesentlich an, wenn mehr als zwei Löwinnen an der Jagd beteiligt waren. Eine Studie in einer halbwüstenähnlichen Region in Namibia kam dagegen zu dem Ergebnis, dass diejenigen Rudel den höchsten Jagderfolg haben, bei denen mehrere Löwinnen ihre Jagdtechnik eng koordinieren. In dieser weitgehend deckungslosen Landschaft kreisten einige Löwinnen die Beute ein, während andere sich in einem Hinterhalt auf die Lauer legten. Ein weiterer Vorteil der gemeinschaftlichen Jagd liegt darin, dass die Beute im Rudel leichter gegen andere Räuber wie Wildhunde und Hyänen verteidigt werden kann.
Oft fressen Löwen auch Aas. Dabei vertreiben sie häufig andere Raubtiere wie Tüpfelhyänen von ihrer Beute – weit häufiger als umgekehrt. In einigen Gebieten Ostafrikas jagen Löwen Hyänen 70 Prozent ihrer Jagdbeute ab. Löwen finden die Beute anderer Raubtiere, indem sie auf kreisende Geier achten, die Beute von Hyänen aber auch, indem sie Streitereien von Hyänenrudeln um erlegte Beute akustisch lokalisieren. Löwen trinken, wenn Wasser verfügbar ist, sie können jedoch auch durch den Wassergehalt ihrer Beute oder von Pflanzen überleben, in der Kalahari etwa von Tsamma-Melonen.

### Fortpflanzung und Entwicklung

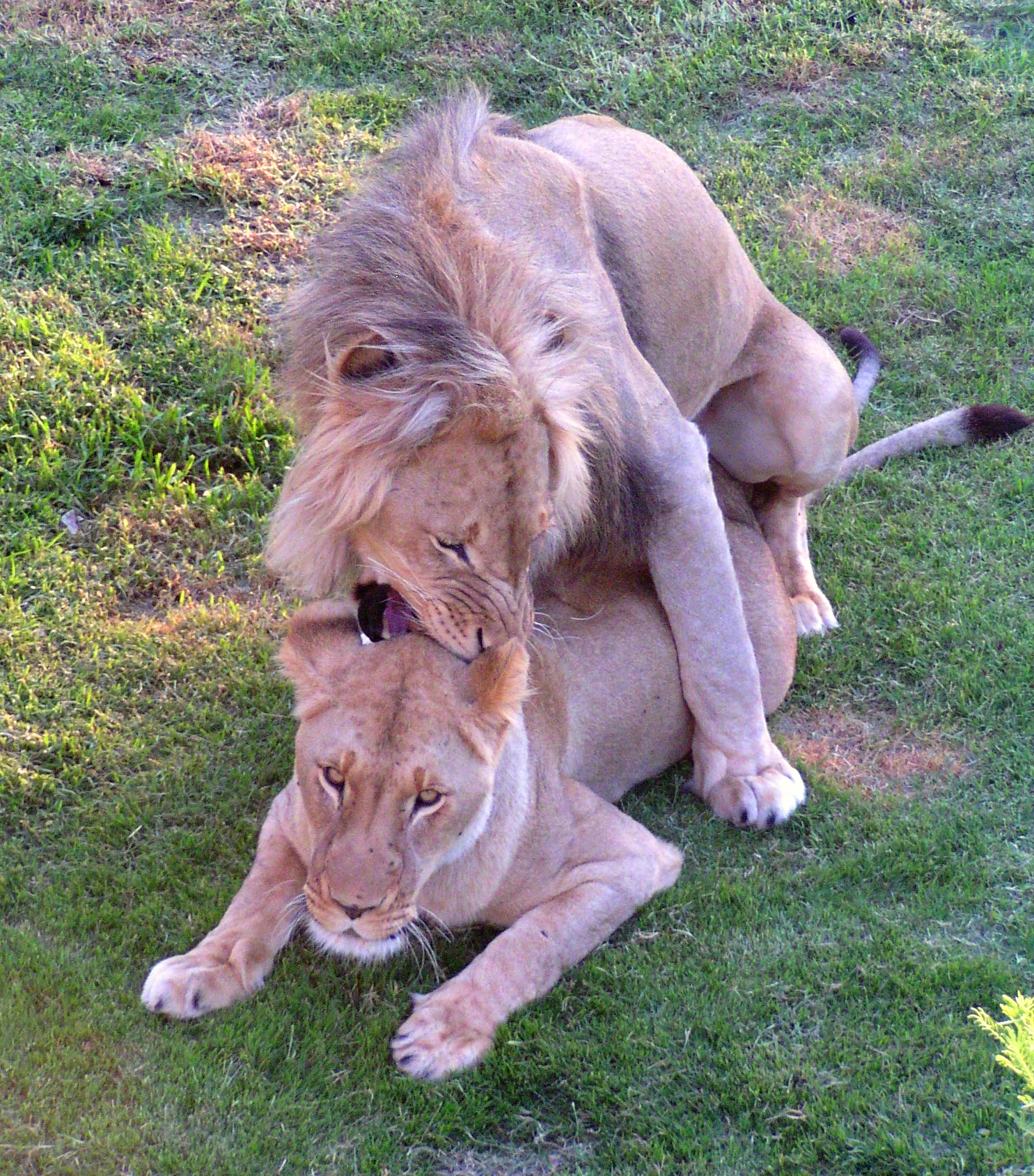
Ein Löwenpärchen bei der Kopulation

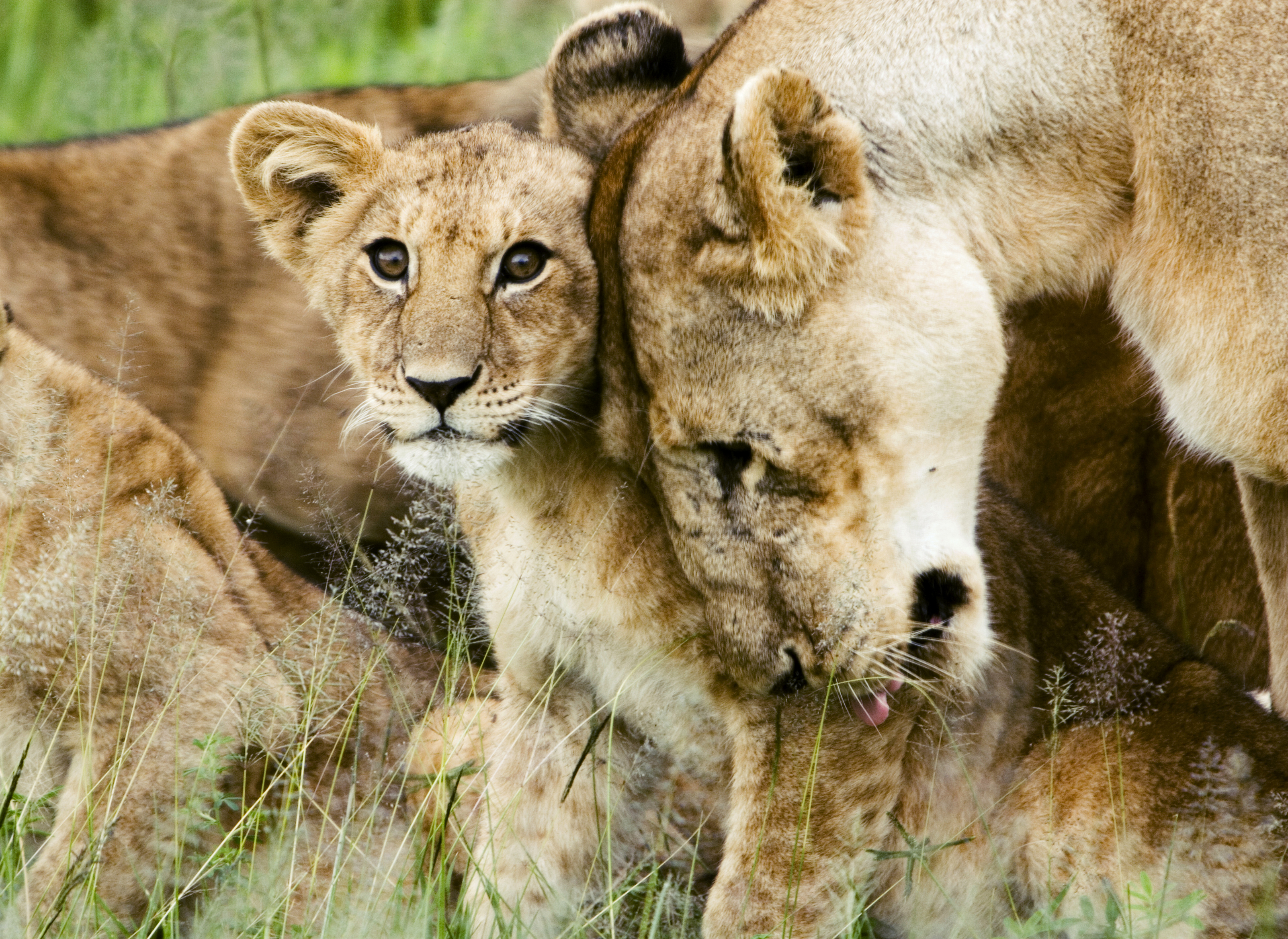
Kopfreiben und Belecken des Fells stärken die Bindung zwischen Mutter und Kind

Weibchen werden, unter anderem in Abhängigkeit von den Umweltbedingungen, im Alter von zwei bis drei Jahren geschlechtsreif, erstmals trächtig werden sie mit durchschnittlich dreieinhalb Jahren. Männchen sind mit gut zwei Jahren geschlechtsreif, können aber frühestens mit fünf Jahren ein Rudel übernehmen und Junge zeugen. Das Männchen überprüft die Paarungsbereitschaft eines Weibchens geruchlich mit dem Jacobson-Organ, das sich im harten Gaumen befindet. Dazu zieht der Löwe die Oberlippe zurück und öffnet leicht das Maul; dies wird als Flehmen bezeichnet.
Auch wenn ein Männchen die Spitze der Rangordnung einnimmt, kann es sich mit einem Weibchen nur mit dessen Zustimmung paaren. Hierzu legt sich die Löwin auf den Bauch und erlaubt dem Männchen, sie zu besteigen. Während der Kopulation beißt der Kater der Löwin in den Nacken; dadurch hält diese instinktiv still. Eine Kopulation findet etwa alle 15 Minuten statt, über drei bis vier Tage zirka 40 Mal am Tag; ein Kopulationsakt dauert etwa 30 Sekunden.
Nach einer Tragzeit von etwa vier Monaten bringt die Löwin in einem Versteck abseits vom Rudel zumeist ein bis vier, maximal sechs Junge zur Welt. Neugeborene wiegen etwa 1,5 Kilogramm, ihre Augen öffnen sich bei der Geburt oder kurz danach. Sie werden im Versteck etwa sechs bis acht Wochen von der Mutter gesäugt. Ist dieses weit vom Rudel entfernt, geht die Mutter allein auf Jagd. Dabei kann es vorkommen, dass die Jungen bis zu 48 Stunden allein im Versteck bleiben; dies ist besonders wegen Hyänen und anderer Raubtiere gefährlich. Nach maximal acht Wochen führt die Löwin ihre Jungen zum Rudel, wo sie sich zusammen mit anderen Jungen zu einer Crèche, einem „Hort“, zusammenschließen. Die jungen Löwen saugen ab diesem Zeitpunkt nicht nur bei der Mutter, sondern auch bei den anderen Weibchen, womit die Aufzucht allen weiblichen Mitgliedern des Rudels obliegt (Ammenverhalten). Im Alter von vier bis sechs Wochen beginnen die Jungen, auch Fleisch zu fressen. Mit acht Monaten werden Löwenjunge entwöhnt, sie bleiben aber noch bis zum Alter von 21 bis 30 Monaten bei der Mutter.
Etwa 60 Prozent der Löwen sterben bereits in ihrem ersten Lebensjahr. Männchen können im Freiland elf bis 13, selten 16 Jahre alt werden; häufig werden sie von jüngeren Konkurrenten getötet oder verletzt vertrieben. Weibchen können 17 bis 18 Jahre erreichen. Das Rekordalter von Löwen im Zoo beträgt etwa 27 Jahre.

## Externe Systematik
Der Löwe zählt innerhalb der Großkatzen zur Gattung Panthera, deren Arten unter anderem durch ein unvollständig verknöchertes Zungenbein charakterisiert sind. Früher wurde dieses Merkmal mit der Fähigkeit zu brüllen in Verbindung gebracht. Neuere Studien zeigen jedoch, dass das charakteristische laute Brüllen des Löwen (und anderer Großkatzen der Gattung Panthera) vor allem durch eine spezielle Morphologie des Kehlkopfes bedingt ist. Der Löwe schnurrt, wie andere Großkatzen auch, nur beim Ausatmen. Das Schnurren klingt dabei nicht wie das einer Kleinkatze, sondern eher wie ein Knurren oder Brummen.

## Stammesgeschichte

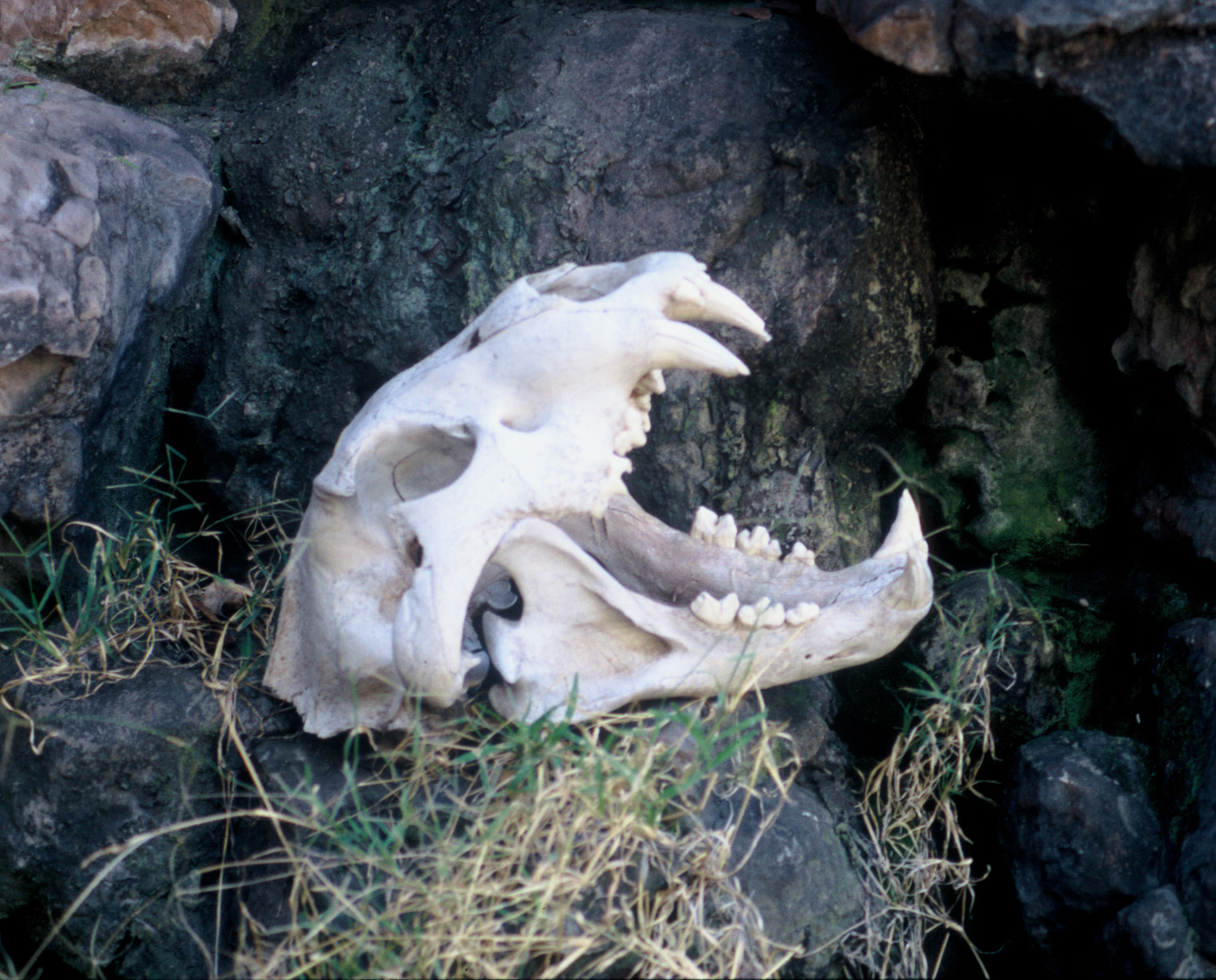
Schädel eines rezenten afrikanischen Löwen

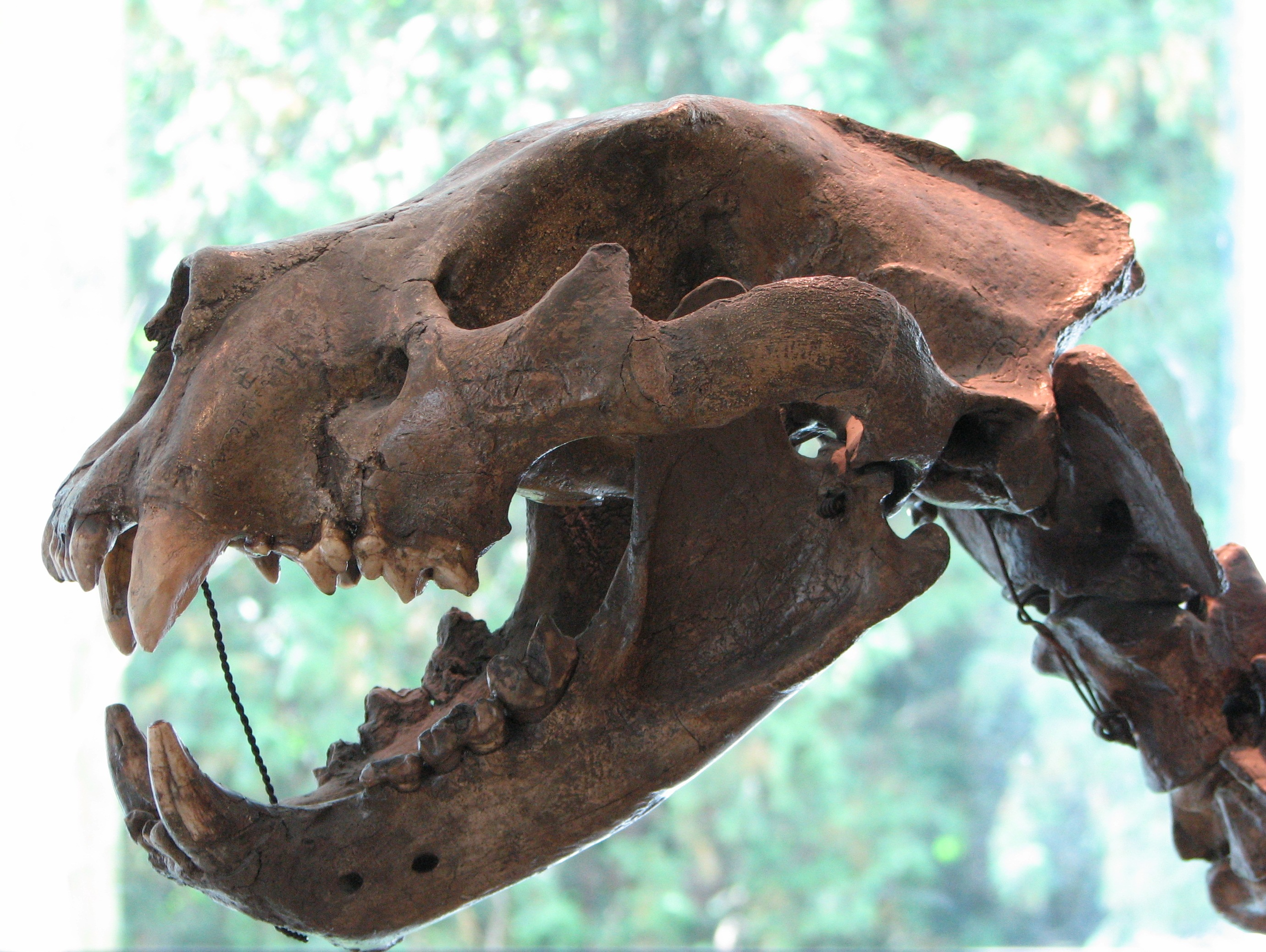
Schädel eines Höhlenlöwen

Die Verwandtschaftsgruppe der Löwen war einst in Afrika, Europa, Asien und Amerika weit verbreitet. Der älteste Fossilnachweis einer Katze, die stark einem Löwen ähnelt, stammt aus Laetoli in Tansania und ist etwa 3,5 Millionen Jahre alt. Von einigen Wissenschaftlern werden diese Funde, die nur aus Kieferbruchstücken und wenigen postcranialen (nicht zum Schädel gehörenden) Knochen bestehen, als Panthera leo angesehen, andere Forscher bestreiten diese Gleichsetzung. Die wenigen Funde erlauben kaum eine genaue Bestimmung der Artzugehörigkeit, auch sind die ältesten sicher bestätigten Funde von Löwen in Afrika rund zwei Millionen Jahre jünger.
Vor etwa 700.000 Jahren taucht mit dem Mosbacher Löwen (Panthera fossilis) am italienischen Fundort von Isernia zum ersten Mal ein Löwe in Europa auf. Ein 1,75 Millionen Jahre alter Löwen-Unterkiefer aus der Olduvai-Schlucht in Tansania zeigt eine frappierende Ähnlichkeit mit den Mosbacher Löwen. Diese gelten als die größten Löwen Europas und jagten während der Cromer-Warmzeit vor mehr als 500.000 Jahren bei Wiesbaden in Hessen und bei Heidelberg in Baden-Württemberg. Einige Exemplare waren fast so lang wie die größten Löwen der Erdgeschichte, die Amerikanischen Löwen (Panthera atrox) aus Kalifornien, die eine Rekordlänge von 3,6 Metern (Kopf-Rumpf-Länge circa 2,4 Meter) erreichten.
Die meisten Löwenfunde in Europa stammen vom eiszeitlichen Höhlenlöwen (Panthera spelaea), der sich aus dem Mosbacher Löwen entwickelt hat. In Nordostasien und Beringia lebte der Beringia-Höhlenlöwe (Panthera leo vereshchagini), eine Unterart des Höhlenlöwen. In Mitteleuropa, Nordasien und Amerika waren Löwen bis zum Ende des Pleistozäns ein häufiges Element der Fauna, starben dort aber am Ende der letzten Eiszeit aus.

## Unterarten
Im Laufe der Zeit wurden zahlreiche Unterarten des Löwen beschrieben, von denen im 2009 erschienenen Raubtierband des Handbook of the Mammals of the World, einem Standardwerk zur Säugetierkunde, noch sechs anerkannt wurden:
- Der Kongo-Löwe (Panthera leo azandica), im Nordosten der Demokratischen Republik Kongo
- Der Angola-Löwe oder Katanga-Löwe (Panthera leo bleyenberghi), in Angola, Sambia und im Süden der Demokratischen Republik Kongo
- Der Transvaal-Löwe (Panthera leo krugeri), im nordöstlichen und östlichen Südafrika und im Kalahari-Gebiet
- Der Ostafrikanische Löwe oder Nubische Löwe (Panthera leo nubica), in Nordost- und Ostafrika
- Der Asiatische Löwe (Panthera leo persica), im Gir-Nationalpark im westlichen Indien
- Der Westafrikanische Löwe oder Senegal-Löwe (Panthera leo senegalensis), im Westen Afrikas

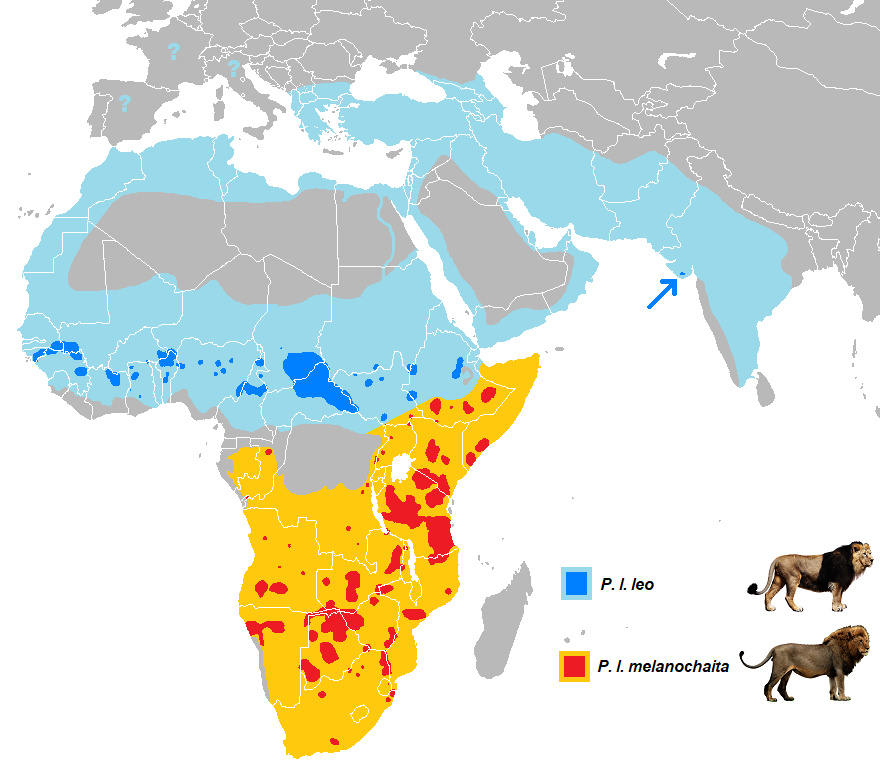
Die Verbreitungsgebiete der zwei Unterarten des Löwen:
blau – Panthera leo leo,
gelb – Panthera leo melanochaita,
hell – das ursprüngliche Verbreitungsgebiet,
dunkel – verbliebene Areale

In einer 2017 veröffentlichten Revision der Katzensystematik durch die Cat Specialist Group der IUCN werden dagegen nur noch zwei Unterarten des Löwen anerkannt.
- Panthera leo leo, die nördliche Unterart, umfasst die westafrikanischen Löwen, die Löwen, die in Zentralafrika nördlich des Regenwaldgürtels leben, die indischen Löwen sowie die ausgerotteten Löwen Nordafrikas, des Nahen und Mittleren Ostens und des Balkans.
- Panthera leo melanochaita, die südliche Unterart, umfasst die Löwen des östlichen und südlichen Afrikas.

Genetische Analysen ergaben, dass sich Westafrikanische Löwen deutlich von denen im Süden und Osten des Kontinents unterscheiden und die nordafrikanischen Berberlöwen die nächsten Verwandten der indischen Löwen sind. Nordafrikanisch-asiatische Löwen spalteten sich nach molekularbiologischen Untersuchungen vor etwa 70.000 bis 200.000 Jahren von den afrikanischen Löwen südlich der Sahara ab. Auch ein 2016 veröffentlichter Genvergleich und eine 2020 veröffentlichte Studie über die Evolutionsgeschichte der Löwen zeigen, dass die rezenten Löwen aus zwei Kladen bestehen, die den Unterarten Panthera leo leo und Panthera leo melanochaita entsprechen. Die von beiden gebildete Klade ist die Schwestergruppe der ausgestorbenen  Höhlenlöwen. Innerhalb der beiden Unterarten lassen sich jeweils zwei genetisch voneinander verschiedene Subpopulationen unterscheiden; diese bilden die Löwen in: (1) West- und Zentralafrika, (2) Indien, (3) Ostafrika, (4) Südafrika. Die beiden Unterarten vermischen sich in einer Überlappungszone im Osten Afrikas.
Bei den vom Menschen ausgerotteten Berber- und Kaplöwen handelt es sich damit nicht um eigenständige Unterarten, sondern um Populationen von Panthera leo leo bzw. Panthera leo melanochaita. Bis vor 37.000 Jahren kamen Löwen auf Sri Lanka vor; sie wurden als eigenständige Unterart Panthera leo sinhaleyus beschrieben.

### Spelaea-Gruppe

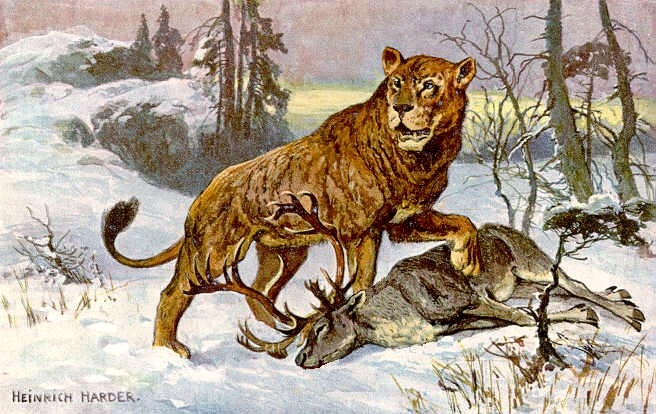
Europäischer Höhlenlöwe in einer Rekonstruktion um 1920

Die ausgestorbenen prähistorischen Löwen Amerikas und Nordeurasiens bilden die sogenannte Spelaea-Gruppe, die sich genetisch von den Löwen Afrikas und Südasiens (Leo-Gruppe) unterscheidet. Dazu zählen:
- Mosbacher Löwe (Panthera fossilis)
- Höhlenlöwe (Panthera spelaea)
- Amerikanischer Löwe (Panthera atrox)

## Löwen und Menschen

### Wortherkunft
Im Deutschen gibt es zwei Varianten desselben Wortes, einmal das gängige Löwe, das aus dem norddeutschen Raum übernommen wurde, sowie das altertümlich-poetische Leu. Entlehnt hat das Deutsche die Bezeichnung aus lat. leo, das seinerseits dem gr. leōn entstammt. Vermutet wird weiterhin, dass das Wort im semitischen Raum (assyr. labbu, hebr. leva „die Löwen“) seinen Ursprung hat.

### Jagd auf Löwen

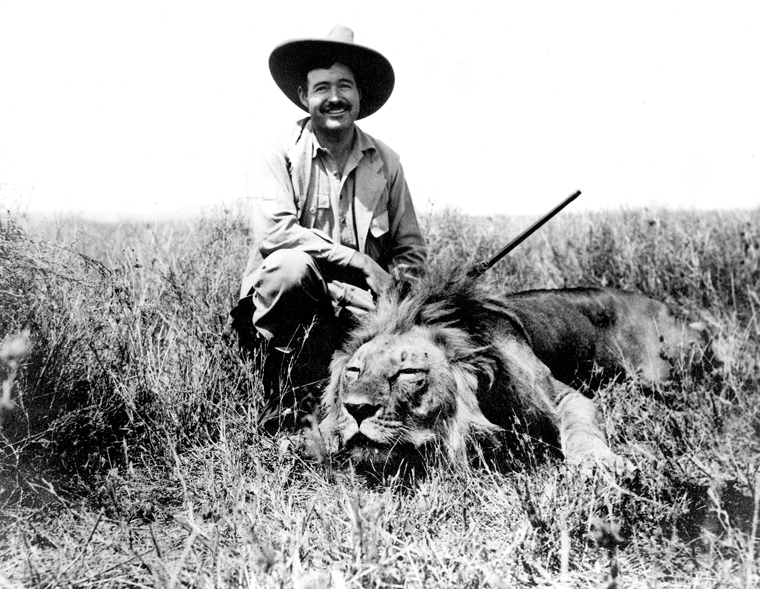
Ernest Hemingway 1934 mit einem geschossenen Löwen; Jagd als „Sport“ und um Trophäen zu gewinnen, führte im 19. und 20. Jahrhundert zu dramatischen Rückgängen der Löwenpopulationen

Löwen wurden bereits in der Antike intensiv bejagt, so waren sie in Ägypten um 1100 v. Chr. weitgehend ausgerottet. Im 19. und 20. Jahrhundert wurden Löwen im großen Maßstab systematisch verfolgt, insbesondere auch als Folge der Kolonialisierung Afrikas durch Europäer. Einerseits galten Löwen als Schädlinge, andererseits wurden Zigtausende Löwen, die für Großwildjäger zu den begehrten „Big Five“ gehören, den fünf prominenten Großwildarten Afrikas, als „sportliches Freizeitvergnügen“ erschossen. Zu Beginn des 20. Jahrhunderts töteten Teilnehmer mancher Safaris Löwen in dreistelliger Zahl; 1911 wurden in der Serengeti während einer einzigen Safari mindestens 700 Löwen erschossen.
Die Zahl der zu Beginn des 21. Jahrhunderts von Trophäenjägern erschossenen Löwen schätzte die IUCN 2009 auf 600 pro Jahr; Körperteile von etwa 60 Prozent dieser Löwen wurden als Trophäen in die USA importiert. Vorrangiges Ziel von Trophäenjägern sind männliche Löwen; der Verlust von Rudelführern führt dann oftmals dazu, dass weitere Rudelmitglieder sterben, unter anderem weil neue Rudelführer nach der Übernahme des Rudels die Jungen ihrer Vorgänger töten. Die lokale Bevölkerung profitiert entgegen anders lautenden Behauptungen finanziell nur minimal von der Trophäenjagd. Zudem werden vor allem in Südafrika Löwen in Gefangenschaft aufgezogen, um sie dann in Gehegen von zahlungskräftigen Trophäenjägern bei sogenannten canned hunts erschießen zu lassen.
Nachdem 2015 in Zimbabwe ein im Rahmen eines langjährigen Forschungsprojekts besenderter und unter Touristen besonders beliebter Löwe („Cecil“) von einem US-amerikanischen Jäger erschossen worden war, was auch in politischen Kreisen internationale Proteste nach sich zog, listete der United States Fish and Wildlife Service Löwen als gefährdete Art, womit die Jagd auf Löwen für US-amerikanische Trophäenjäger schwieriger, aber nicht unmöglich wurde. Frankreich verbot im selben Jahr als erstes Land der Europäischen Union den Import der Körperteile von Löwen, ebenso Australien. Das deutsche Bundesamt für Naturschutz erteilt dagegen weiterhin Genehmigungen für die Einfuhr von Jagdtrophäen aus Körperteilen gefährdeter Tiere wie Löwen.

### Löwen in Haltung

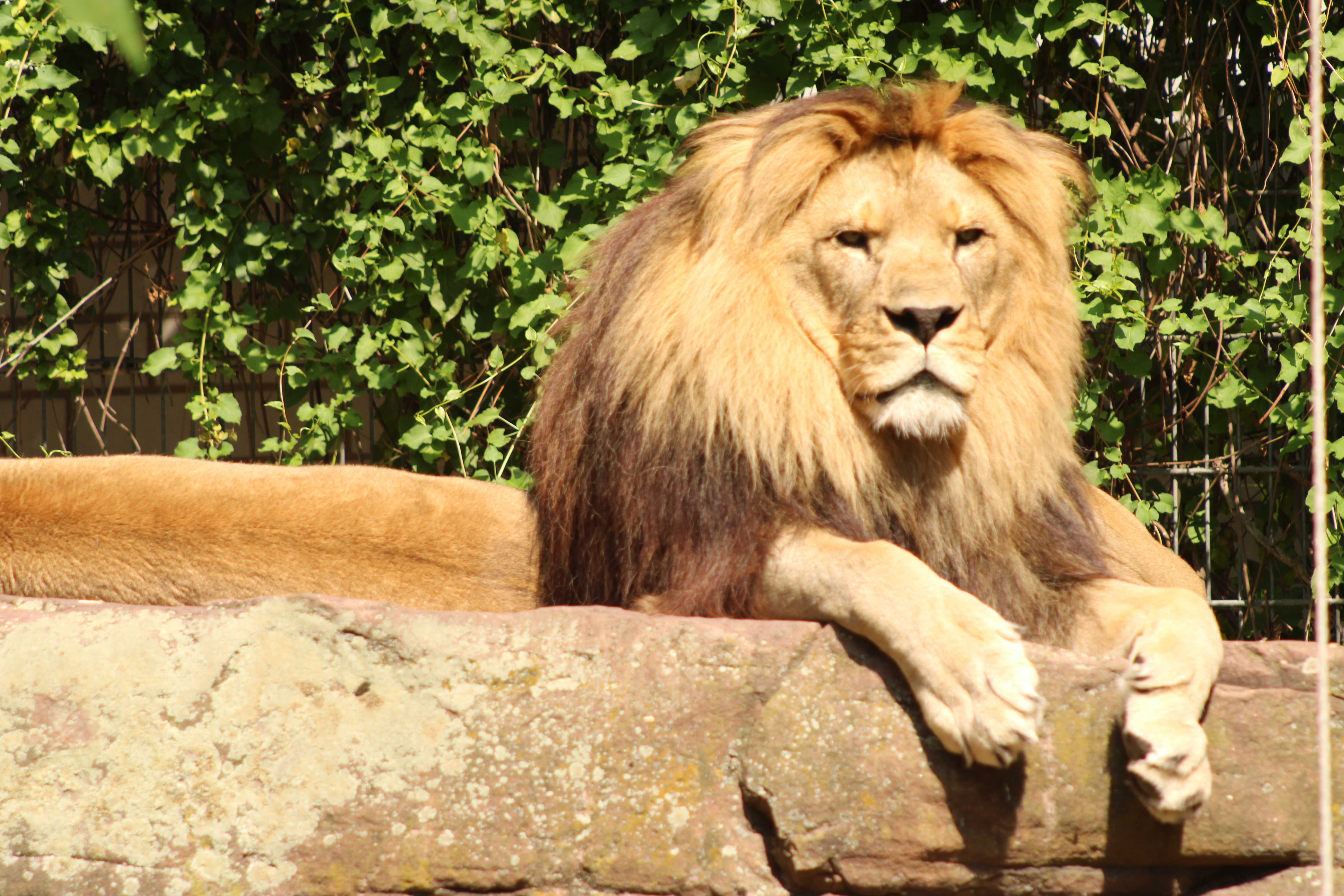
„Berberlöwe“ im Zoo Heidelberg

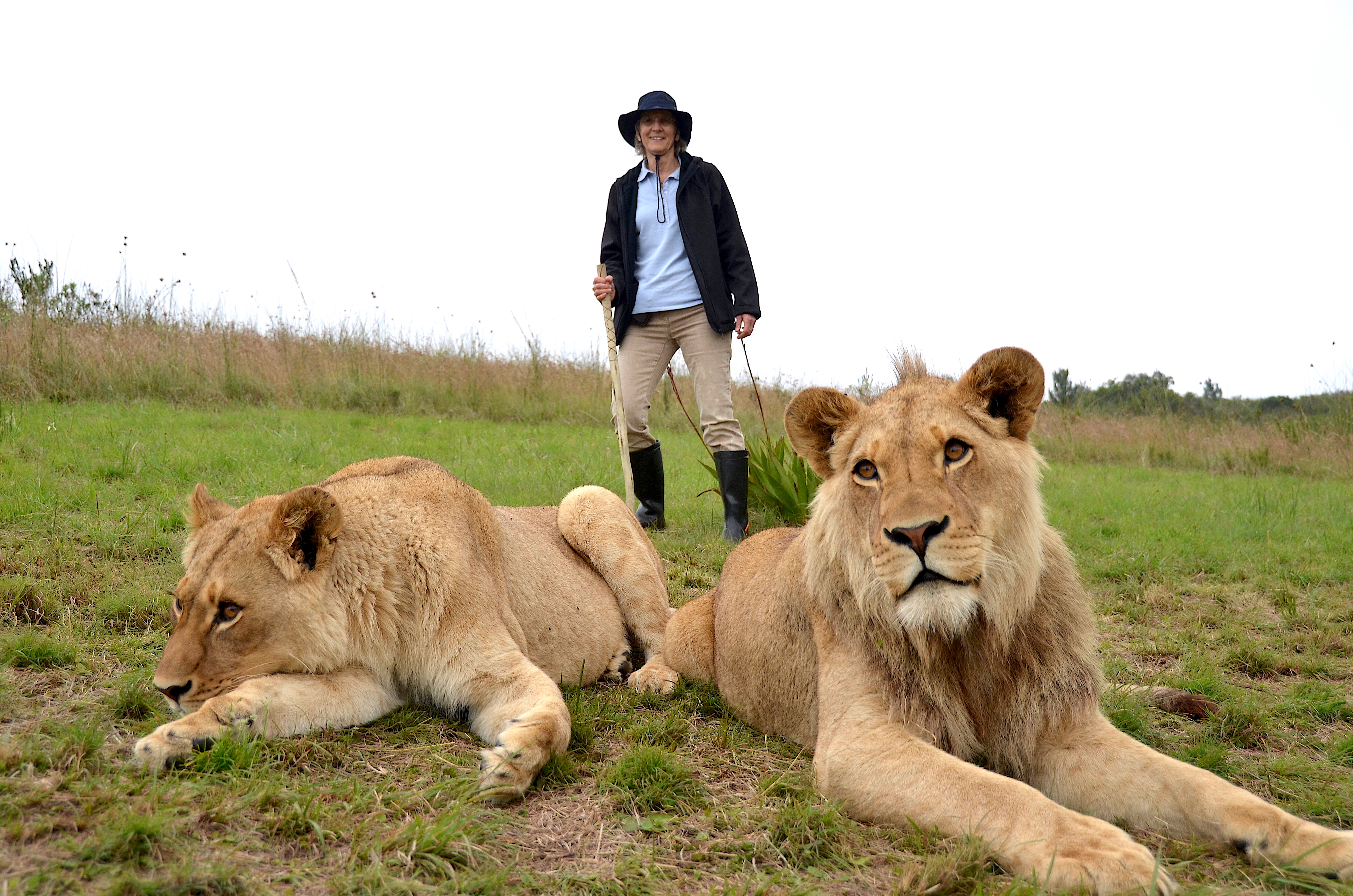
Während einer geführten Tour mit Löwen im Botlierskop Game Reserve in Südafrika

Löwen wurden von assyrischen Herrschern bereits 850 v. Chr. in Gefangenschaft gezüchtet. Zur Zeit des Römischen Reichs wurden Löwen zu Tausenden aus Afrika importiert, in Menagerien zur Schau gestellt und bei Zirkusspielen gegen Menschen und Tiere gehetzt. Im europäischen Mittelalter wurden Löwen als Statussymbole und für Schaukämpfe in königlichen Menagerien, unter anderem im Tower of London, sowie auf den Anwesen Adeliger in Käfigen gehalten. Berühmte frühneuzeitliche Menagerien, in denen Löwen und andere exotische Tiere zur Schau gestellt wurden, ließ Ludwig XIV. in Versailles und Vincennes errichten. Insbesondere im 18. und 19. Jahrhundert wurden Löwen in Europa und in den USA auch in Wandermenagerien durch das Land gekarrt.
In heutigen Zoos versucht man, die genetische Vielfalt von Löwen durch Zuchtprogramme zu bewahren, indem man mit Tieren aus unterschiedlichen Regionen des Verbreitungsgebiets züchtet – unter anderem mit indischen Löwen sowie mit Löwen, zu deren Vorfahren wahrscheinlich die nordafrikanischen Berberlöwen gehören.
Die Haltung von dressierten Großraubtieren wie Löwen in Zirkussen, die in der Manege Kunststücke aufführen, gilt als kontrovers und ist in einigen Ländern verboten. In manchen afrikanischen Wildreservaten wird ein sogenannter „Catwalk“ angeboten; dabei werden die Besucher mit zahmen Löwen durch die Wildnis geführt.

### Löwen in Religion, Kultur und Mythologie

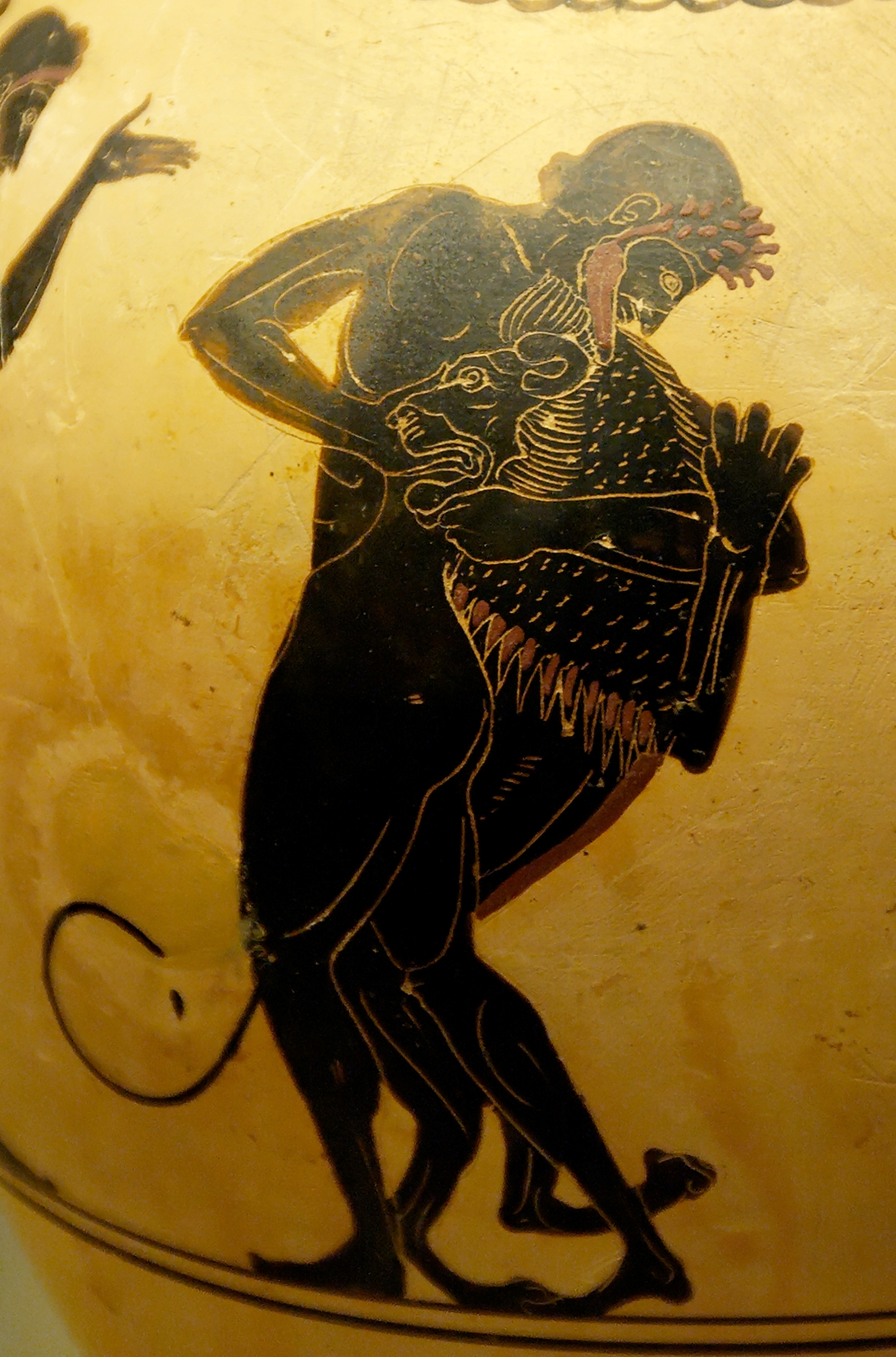
Herakles im Kampf mit dem nemeischen Löwen; schwarzfigurige Oinochoe des Malers von London B 620 (ca. 500 v. Chr.)

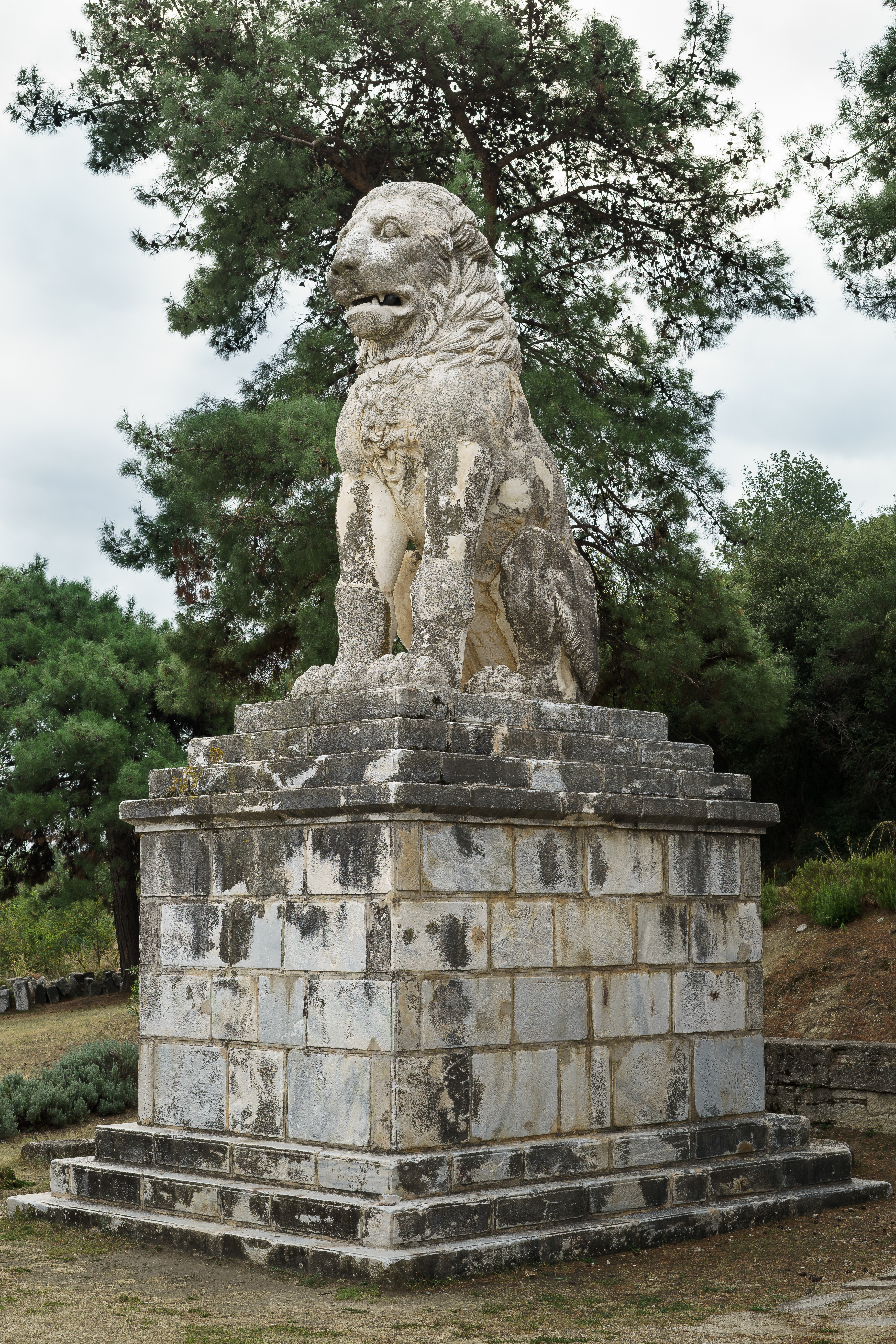
Löwe von Amphipolis an der Via Egnatia, 4. Jh. v. Chr.

Bereits die eiszeitlichen Jäger in der Kulturstufe des Aurignacien haben vor mehr als 30.000 Jahren Löwen dargestellt. Zu den eindrucksvollsten Kunstwerken aus jener Zeit, das zugleich zu den ältesten überlieferten Skulpturen der Menschheit zählt, gehört die aus Mammutelfenbein geschnitzte, fast 30 Zentimeter hohe Figur des sogenannten Löwenmenschen mit dem Körper eines Menschen und dem Kopf eines Höhlenlöwen; sie wurde in der Höhle Hohlenstein-Stadel in Baden-Württemberg entdeckt und verkörperte vielleicht eine Gottheit. Aus altbabylonischer Zeit stammt die Bronzeskulptur des Löwen von Mari.
In vielen Kulturen hat der Löwe eine Stellung als „König der Tiere“ eingenommen, die auf den Einfluss des Physiologus zurückzuführen ist, eines frühchristlichen Buches über Tiersymbolik von allgemein großem Einfluss auf die westliche Kultur. Die vom Löwen ausgehende Faszination wird durch die Vielzahl von Wappen deutlich, auf denen er abgebildet ist. So findet man den Löwen als Wappentier beispielsweise auf den Wappen von Hessen, Husum, Luxemburg, Zürich, Aquitanien und Montenegro. Dass Löwen den Europäern bereits im Altertum bekannt wurden, liegt daran, dass sie einst rund um das Mittelmeer verbreitet waren. In der griechischen Mythologie erscheinen Löwen in verschiedener Funktion: Der Nemeische Löwe wurde als eine menschenfressende Bestie dargestellt, den zu töten eine der zwölf Aufgaben des Herakles war. In der Geschichte von Androklus zieht der Held, ein entlaufener Sklave, einem Löwen einen Dorn aus der Tatze; als er später zur Strafe für seine Flucht den Löwen zum Fraß vorgeworfen werden soll, erkennt ihn das Tier wieder und weigert sich, den Mann zu töten.
Das Wappen Indiens zeigt die Darstellung einer Ashoka-Säule, auf deren Kapitell vier Löwen Rücken an Rücken sitzend in die vier Himmelsrichtungen schauen. Auf der Flagge von Sri Lanka wurde der Löwe als Symbol der Singhalesen verewigt. Der Name des Volkes der Singhalesen entstammt dem Wort siṁha aus dem Sanskrit, was „Löwe“ bedeutet.

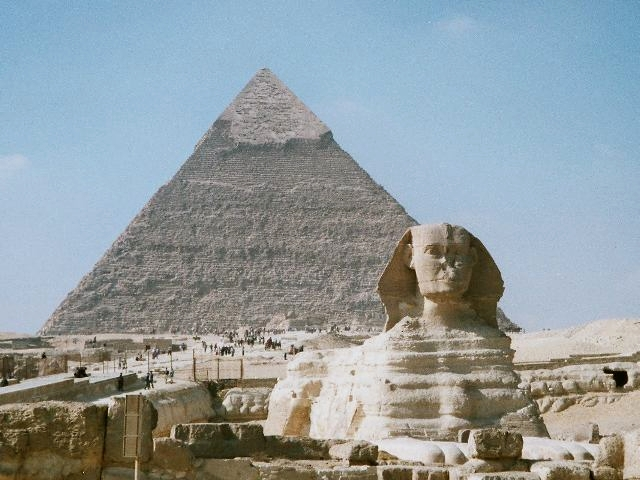
Große Sphinx von Gizeh

In zahlreichen antiken Kulturen spielte der Löwe eine Rolle. Im alten Ägypten wurden Pharaonen als Sphingen mit Löwenkörper und Menschenkopf dargestellt. Die berühmteste derartige Darstellung ist die Große Sphinx von Gizeh. Neben der Löwengestalt des Pharao wurde Sachmet als Göttin mit weiblichem Löwenkopf verehrt. Weiter kannte die ägyptische Mythologie sowohl Dedun, den oberägyptischen Gott des Reichtums, der in späterer Zeit ebenfalls löwenköpfig dargestellt wurde, als auch die Löwengöttinnen Repit, Mehit, Menhit, Mestjet und den Löwengott Mahes. Das Wort M3ḥs selbst ist außerdem die Bezeichnung für Löwe. Der ägyptische Erdgott Aker wird dargestellt mit einer Bildkomposition, in der zwei Löwen Rücken an Rücken sitzen und zwischen sich eine Darstellung des Horizonts mit Sonne halten. Der Markuslöwe ist das Symbol für den Evangelisten Markus.
Im Mittelalter fungieren Löwenfiguren manchmal als unheilabwehrende (apotropäische) Wächter von Eingängen (z. B. an St-Trophime in Arles). Bei Grabmalen (gisants) ruhen oft die Füße von Rittern oder Adligen auf Löwenfiguren.
Am nördlichen Sternenhimmel gibt es gleich zwei nach diesem Tier benannte Sternbilder: den Löwen und den Kleinen Löwen. Bei Ersterem soll es sich um eine Inkarnation des Nemeischen Löwen handeln, während Letzterer eine Neuschöpfung des 17. Jahrhunderts war.
Dass der Löwe ein Image als mächtiges, stolzes, mutiges, starkes Tier hat, zeigt sich daran, dass sich bis in die Gegenwart Menschen nach ihm benennen. Bedeutendste Beispiele aus dem Mittelalter sind Heinrich der Löwe und – weniger positiv besetzt – Richard Löwenherz. In der Frühen Neuzeit wurde der schwedische König Gustav II. Adolf wegen seines Eingreifens im Dreißigjährigen Krieg „Löwe aus Mitternacht“ genannt. Der afghanische Kriegsherr Ahmad Schah Massoud wurde von seinen Anhängern „der Löwe von Pandschir“ genannt, der äthiopische Kaiser Haile Selassie nannte sich „Löwe von Juda“. In Tierfabeln wird der Löwe auch als Nobel bezeichnet.
Leo auf Schloss Gripsholm ist eine so misslungene Rekonstruktion eines Löwen, dass das ausgestopfte Tier eine Touristenattraktion geworden ist.

### Der Löwe in Sprache und Werbung
Löwenanteil bedeutet Großteil in dem Sinn, dass der mächtige Löwe das meiste für sich selbst beansprucht. Baulöwe und Salonlöwe stehen für manche einflussreichen, wohlhabenden Menschen der High Society. Einige Wirtschaftsunternehmen verwenden Löwenfiguren als Logos und für Werbeauftritte, unter anderem Löwenbräu (München), Kastner & Öhler (Graz) und Hartlauer (Steyr). Der körperlich große österreichische Politiker Josef Wenzl machte mit einer Löwenfigur Image- und Wahlwerbung. Im Vorspann von Filmen der Metro-Goldwyn-Mayer brüllt ein Löwe, der aus einer Rahmenkulisse herausschaut. Der Braunschweiger Löwe wurde Markenzeichen des Lkw-Herstellers Büssing und dessen Nachfolger MAN.
Ein Halleiner Steinmetz wurde 1941 vom NS-Regime beauftragt, vier Löwen mit Wappen für die (heutige) Salzburger Staatsbrücke zu fertigen; nur zwei wurden fertig und ab etwa 1949 vor dem Hauptbahnhof Linz aufgestellt. Auch als Name oder Bestandteil von Namen wurde der Löwe verwendet, wie zum Beispiel bei den mittelalterlichen Königen Richard Löwenherz (1157–1199) und Heinrich der Löwe (1130–1195) oder auch bei dem Nachnamen Löwenthal. Von den lateinischen beziehungsweise griechischen Bezeichnungen für Löwe abgeleitet sind unter anderem die Namen Leo, Leon und Leonardo.
Seine Symbolik als eines der größten, stärksten und edelsten Raubtiere führt auch dazu, dass zahlreiche Sport-Teams Löwen als Wappentier und Namenspatron verwenden, bekannte Beispiele sind die Detroit Lions im American Football, die Löwen Frankfurt und ZSC Lions im Eishockey, die British and Irish Lions im Rugby oder die Rhein-Neckar-Löwen im Handball. Der englische Fußball-Verband hat drei Löwen in seinem Wappen, was dazu führt, dass die englische Nationalmannschaft unter dem Spitznamen Three Lions bekannt ist.

### Menschenfressende Löwen

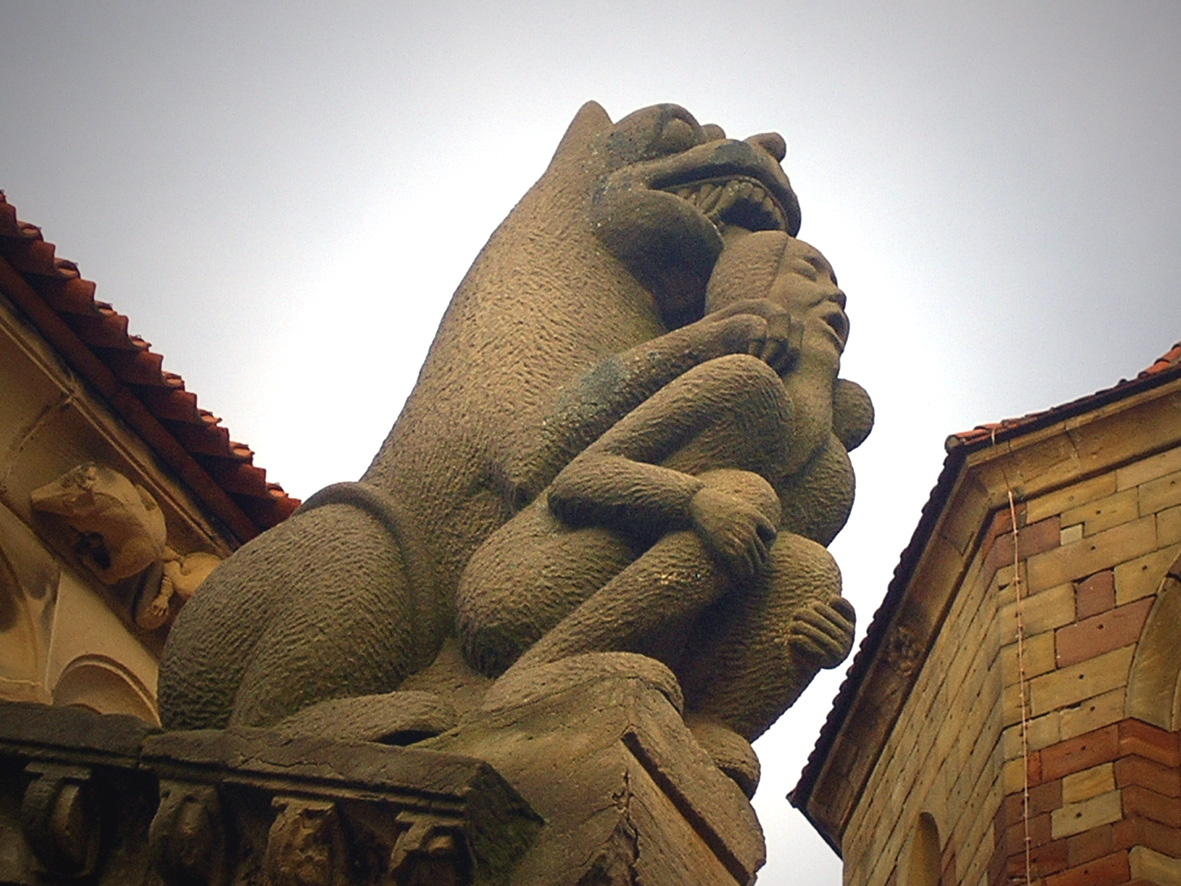
Menschenfressendes löwenähnliches Ungeheuer (12. Jahrhundert) an der Pfarrkirche Rosheim

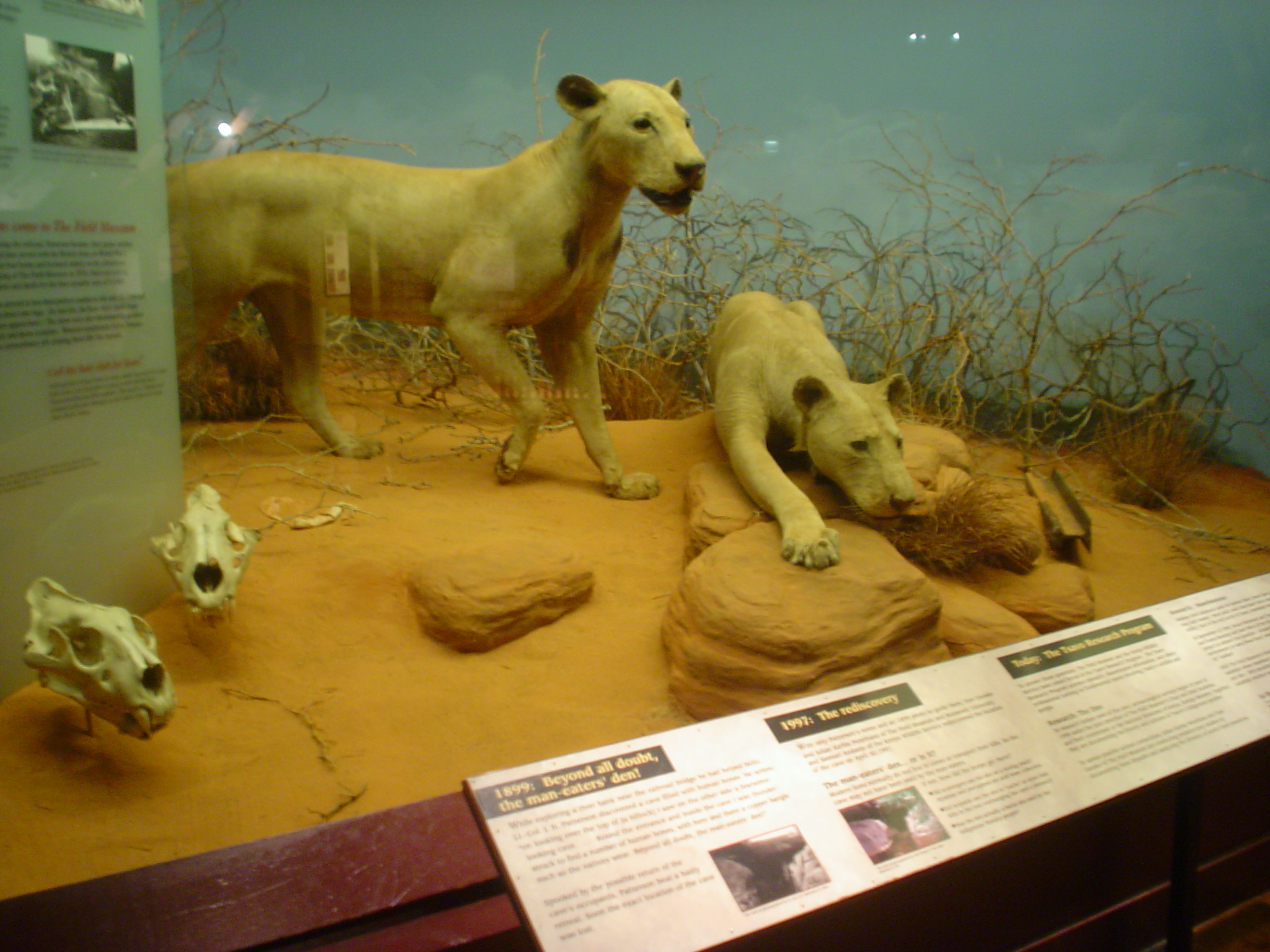
Menschenfressendes Löwenduo aus dem Tsavo

Löwen haben wahrscheinlich seit jeher Menschen und Vorfahren des heutigen Menschen erbeutet. Menschen zu jagen geht für Löwen allerdings mit Risiken einher, die den Nutzen der Nahrungsgewinnung in der Regel übersteigen; deshalb gehören Menschen nicht zum allgemeinen Beutespektrum von Löwen. Wird jedoch der Lebensraum von Löwen so gestört, dass die Bestände ihrer üblichen Beutetiere zusammenbrechen, können Löwen zur Menschenjagd übergehen. Letzteres gilt auch für einzelne Löwen, die unter schweren Verletzungen wie gebrochenen Gliedmaßen leiden. Ein weiterer Risikofaktor für Menschen besteht darin, dass Aas fressende Löwen in die Nähe menschlicher Siedlungen oder Camps gelockt werden, wenn Verstorbene nicht bestattet werden oder wenn Essensabfälle oder tote Tiere offen liegen gelassen werden; auch Vieh kann Löwen in Menschennähe locken. Löwen und Hyänen folgten außerdem Karawanen, unter anderem denen der Sklavenhändler, die sterbende und gestorbene Sklaven zurückließen.
Tansania, Uganda
Die schwerste bekannte Angriffsserie ereignete sich von 1932 bis 1947 im südlichen Tansania, wo in einem 150 Quadratmeilen großen Gebiet etwa 1500 Menschen von Löwen getötet wurden. Man hatte dort einen „wildfreien Korridor“ geschaffen, um einer Rinderpest-Epidemie Herr zu werden. Löwen mehrerer Generationen fixierten sich in der Folge so sehr auf die Menschenjagd, dass sie sogar in Dörfer eindrangen und schließlich selbst bei der unmittelbaren Verfügbarkeit von Vieh stattdessen Menschen erbeuteten. Eine weitere Angriffsserie ereignete sich ab 1924 in Uganda, wo allein in diesem Jahr 161 Menschen von Löwen getötet wurden, nachdem man, ebenfalls zur Bekämpfung einer Rinderpest-Epidemie, die wildlebenden Huftiere ausgerottet hatte.
Kenia (Tsavo)
Der bekannteste Fall von Löwenangriffen betraf das damalige Britisch-Ostafrika, das heutige Kenia: 1898 töteten dort zwei Löwen (je nach Quelle) 28 bis 135 indische und afrikanische Arbeiter, die mit dem Bau einer Eisenbahnbrücke über den Tsavo-Fluss beschäftigt waren. Die Bauarbeiten an der Brücke kamen zum Erliegen, als die Löwen auch in Camps eindrangen, die mit hohen Dornenwällen umfriedet waren, und dort Menschen erbeuteten. Dem Leiter des Bauprojekts, dem britischen Oberstleutnant John Henry Patterson, gelang es erst nach neun Monaten, die beiden Löwen zu erlegen. Beide waren männlich, mähnenlos und ungewöhnlich groß: Sie hatten Gesamtlängen von 2,95 beziehungsweise 2,90 Metern und Schulterhöhen von 1,12 beziehungsweise 1,22 Metern.
Nach Pattersons Angabe wurden 135 Menschen Opfer dieser Löwen; diese Zahl ist jedoch laut Kerbis Peterhans & Gnoske unbelegt. Von Yeakel et al. durchgeführte Untersuchungen des Isotopenverhältnisses von Kohlenstoff und Stickstoff aus Knochen und Haaren zeigten, dass einer der beiden im Field Museum of Natural History in Chicago als Dermoplastiken ausgestellten Löwen gelegentlich, der zweite hauptsächlich Menschenfleisch fraß. Vermutlich war der Letztere aufgrund seiner Kieferverletzung auf leicht zu erjagende Beute angewiesen. Indem die Forscher die üblicherweise von Löwen verzehrte Fleischmenge zugrunde legten, schlossen sie rechnerisch, dass den beiden Löwen etwa 35 Menschen zum Opfer gefallen waren; es ist allerdings fraglich, ob ein Isotopenverhältnis genaue Rückschlüsse auf die Nahrungszusammensetzung erlaubt.
2024 wurden im Bereich der Zähne erhalten gebliebene Haare von Beutetieren analysiert. Es wurde nachgewiesen, dass die Löwen neben den Menschen auch Massai-Giraffen, Oryxantilopen, Wasserböcke, Gnus und Zebras gerissen haben.
Die Tsavo-Angriffe folgten ebenfalls auf eine Rinderpest-Epidemie: Diese nach Afrika eingeschleppte Seuche ließ die Bestände von Hausrindern und Büffeln zusammenbrechen. Aufgrund der Jagd nach Elfenbein waren zudem Elefanten im Osten Kenias weitgehend ausgerottet; dies hatte zur Folge, dass sich Strauchvegetation, insbesondere auch Dorngebüsche, ausgebreitet hatten, die den Lebensraum grasender Huftiere, einer wichtigen Beute von Löwen, überwucherten. Es gab bereits vor den berüchtigten Ereignissen Löwenangriffe in der Tsavo-Region, und selbst ein Jahrhundert später wurde noch über Löwenangriffe in der Region berichtet: Kerbis Peterhans & Gnoske vermuten deshalb, dass sich unter den dortigen Löwen eine lokale Verhaltenstradition der Menschenjagd herausgebildet hatte.
Die Vorkommnisse während des Brückenbaus am Tsavo-Fluss inspirierten zwei Hollywood-Produktionen: Der erste kommerzielle 3D-Film, der im Jahre 1952 gedreht und in Deutschland unter dem Titel Bwana, der Teufel veröffentlicht wurde, und Der Geist und die Dunkelheit von 1996 griffen dieses Ereignis auf.

## Filmdokumentationen
- Geheimnisse der Steppe (Original: The African Lion). Dokumentarfilm von James Algar, USA 1955, Walt Disney, 75 Minuten.
- Vanishing Kings – Lions of the Namib. Dokumentarfilm zu den Wüstenlöwen in Namibia, Namibia 2015, ORF/Into Nature Productions/Smithsonian Channel/Arte, 50 Minuten.